# Cerisy-la-Forêt
Ne doit pas être confondu avec Cerisy-la-Salle.
Cerisy-la-Forêt est une commune française, située dans le département de la Manche en région Normandie, peuplée de 1 014 habitants. Elle bénéficie d'un important patrimoine environnemental et architectural.
Sur un territoire occupé dès l'Antiquité, l'histoire de Cerisy-la-Forêt est liée à la fondation au VIe siècle de l'abbaye Saint-Vigor qui prendra son essor vers le XIe siècle. Sur le territoire communal qui compte 2 300 ha, on trouve aussi plusieurs châteaux (château de la Boulaye, château de la Couespellière) et manoirs. La commune est bordée par la forêt de Cerisy.

## Géographie

### Localisation
La commune se situe dans le département de la Manche, au nord-est du Massif armoricain, à l'est du Cotentin et à l'ouest du Bessin, auquel elle est historiquement rattachée. Le village est situé à 13,4 kilomètres au nord-est de Saint-Lô à vol d'oiseau, surplombant la vallée de l'Elle, et offrant un panorama dégagé sur la forêt de Cerisy distante d'un kilomètre. Le Massif armoricain, dont Cerisy-la-Forêt occupe approximativement l'extrême nord, est un pays d'élevage laitier. Les paysages, de type semi-bocager, se composent de prairies, de haies, d'étendues boisées et de zones humides.
Bayeux est à 18 km à l'est à vol d'oiseau, Saint-Lô, préfecture du département, à 14 km au sud-ouest, et Caen à 42 km environ à l'est.
| Sainte-Marguerite-d'Elle (14)  | Tournières (14)                     | Le Molay-Littry (14) |
| Saint-Jean-de-Savigny          | Cerisy-la-Forêt                     | Montfiquet (14)      |
| Couvains, Saint-Georges-d'Elle | Bérigny (sur 50 m), Montfiquet (14) | Montfiquet (14)      |

### Relief et géologie

Le Massif armoricain.

Le Massif armoricain, au nord-est duquel s'étend le territoire de Cerisy-la-Forêt, est un dépôt constitué d'argiles, de schistes, graviers, et de granite. L'altitude du village se situe entre environ 34 m et environ 131 m. Le point le plus haut correspond au lieu-dit le Vieux Graviers qui est une petite colline située à la limite du territoire de Cerisy-la-Forêt.
Le sous-sol de Cerisy-la-Forêt date de la période géologique du Protérozoïque.

### Hydrographie

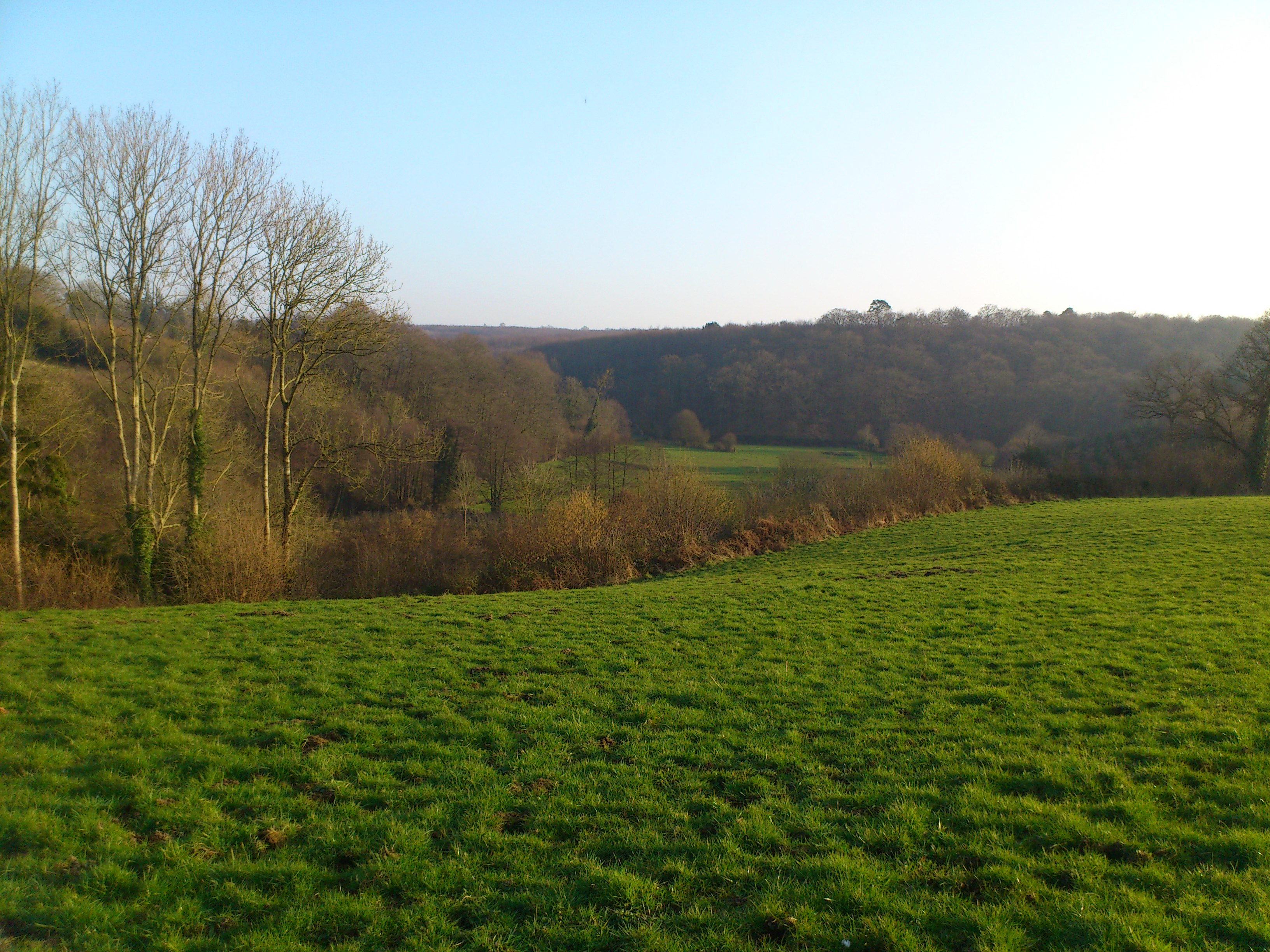
L'Elle est enclavée dans une grande vallée de Cerisy jusqu'à Sainte-Marguerite-d'Elle.

Le territoire est entièrement dans le bassin de la Vire, au sein du bassin Seine-Normandie. Les deux tiers nord-est sont occupés par le bassin de son sous-affluent l'Esque qui y prend sa source tout comme ses deux affluents le Douet Morel et le London, ce dernier confluant en dehors de la commune à Saint-Martin-de-Blagny. Le tiers sud-ouest est dans le bassin de l'Elle, affluent direct du fleuve côtier, qui traverse le territoire.
Dans le détail, elle est drainée par l'Elle, l'Esque, le ruisseau Douet Morel, le ruisseau du London, le cours d'eau 01 de la Lucasserie, le cours d'eau 01 de la Route Forestière du Breuil, le cours d'eau 16 de la Vallée, l'Elle, le fossé 01 de la Rupallerie, le fossé 01 du Pont Caudel, le fossé 02 de la Vacquerie, le Long Vey et un autre petit cours d'eau,.
L'Elle, d'une longueur de 32 km, prend sa source dans la commune de Saint-Germain-d'Elle et se jette  dans la Vire à Isigny-sur-Mer, après avoir traversé onze communes. Les caractéristiques hydrologiques de l'Elle sont données par la station hydrologique située sur la commune de Saint-Jean-de-Savigny. Le débit moyen mensuel est de 0,683 m3/s. Le débit moyen journalier maximum est de 7,85 m3/s, atteint lors de la crue du 26 décembre 1999. Le débit instantané maximal est quant à lui de 10 m3/s, atteint le 19 janvier 1995.
L'Esque, d'une longueur de 21 km, prend sa source dans la commune  et se jette  dans l'Aure à Colombières, après avoir traversé douze communes. 
Un plan d'eau complète le réseau hydrographique : l'étang des Moines (0,4 ha),. Le territoire de la commune comprend en outre de nombreuses zones naturelles : zones humides, marais, étangs, prairies, vallées. On trouve une réserve naturelle nationale, la « forêt domaniale de Cerisy » également protégée en tant que zone naturelle d'intérêt écologique, faunistique et floristique (ZNIEFF) sous le nom « forêt de Cerisy » et gérée par l’Office national des forêts.

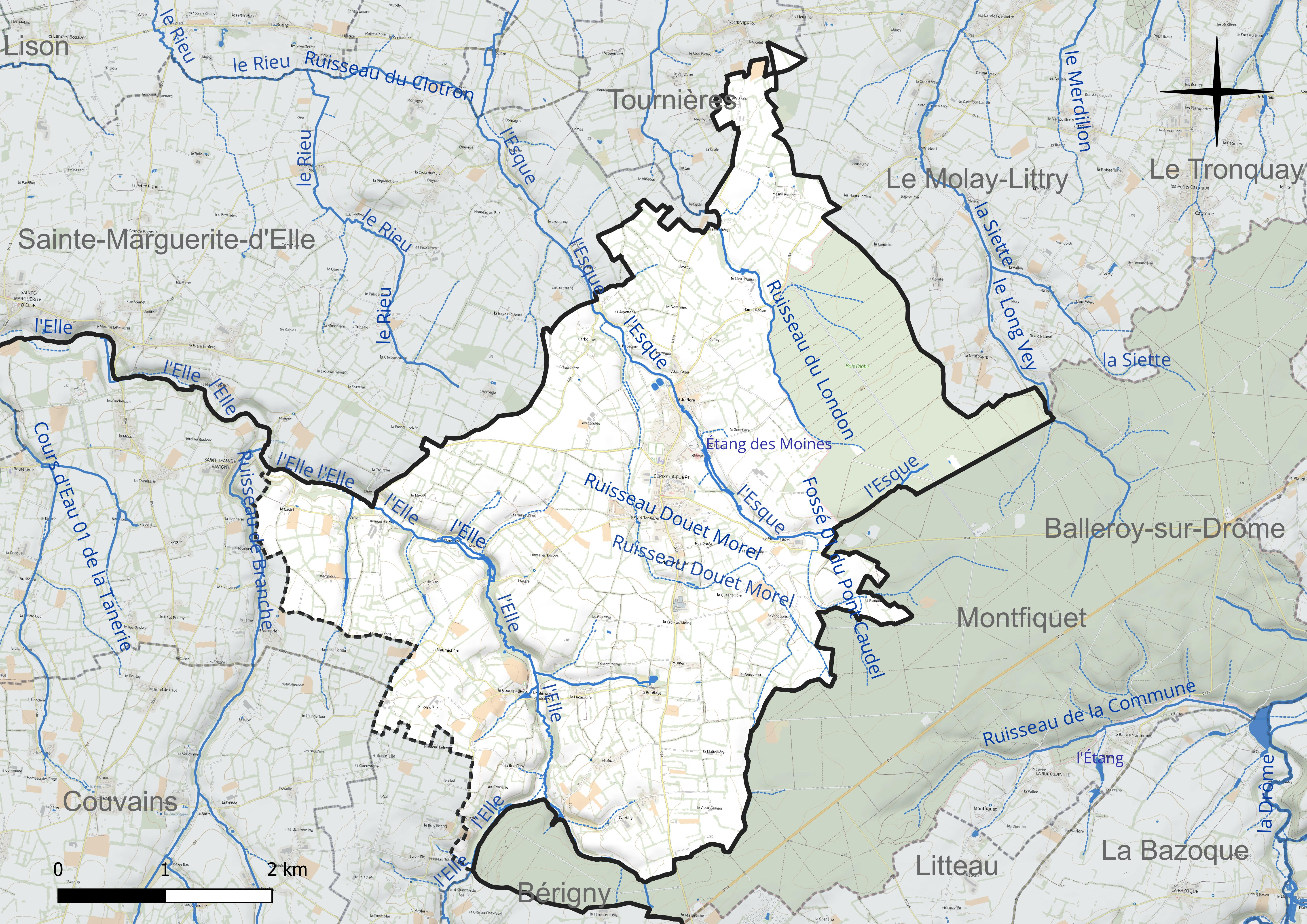
Réseau hydrographique de Cerisy-la-Forêt.

### Climat
Pour des articles plus généraux, voir Climat de la Normandie et Climat de la Manche.
En 2010, le climat de la commune est de type climat océanique franc, selon une étude du CNRS s'appuyant sur une série de données couvrant la période 1971-2000. En 2020, Météo-France publie une typologie des climats de la France métropolitaine dans laquelle la commune est exposée à un climat océanique et est dans la région climatique Normandie (Cotentin, Orne), caractérisée par une pluviométrie relativement élevée (850 mm/a) et un été frais (15,5 °C) et venté. Parallèlement le GIEC normand, un groupe régional d’experts sur le climat, différencie quant à lui, dans une étude de 2020, trois grands types de climats pour la région Normandie, nuancés à une échelle plus fine par les facteurs géographiques locaux. La commune est, selon ce zonage, exposée à un « climat maritime », correspondant au Cotentin et à l'ouest du département de la Manche, frais, humide et pluvieux, où les contrastes pluviométrique et thermique sont parfois très prononcés en quelques kilomètres quand le relief est marqué.
Pour la période 1971-2000, la température annuelle moyenne est de 10,6 °C, avec une amplitude thermique annuelle de 11,8 °C. Le cumul annuel moyen de précipitations est de 882 mm, avec 13,6 jours de précipitations en janvier et 7,5 jours en juillet. Pour la période 1991-2020, la température moyenne annuelle observée sur la station météorologique la plus proche, située sur la commune de Balleroy-sur-Drôme à 7 km à vol d'oiseau, est de 11,2 °C et le cumul annuel moyen de précipitations est de 924,3 mm,. Pour l'avenir, les paramètres climatiques de la commune estimés pour 2050 selon différents scénarios d’émission de gaz à effet de serre sont consultables sur un site dédié publié par Météo-France en novembre 2022.

### Voies de communication et transports

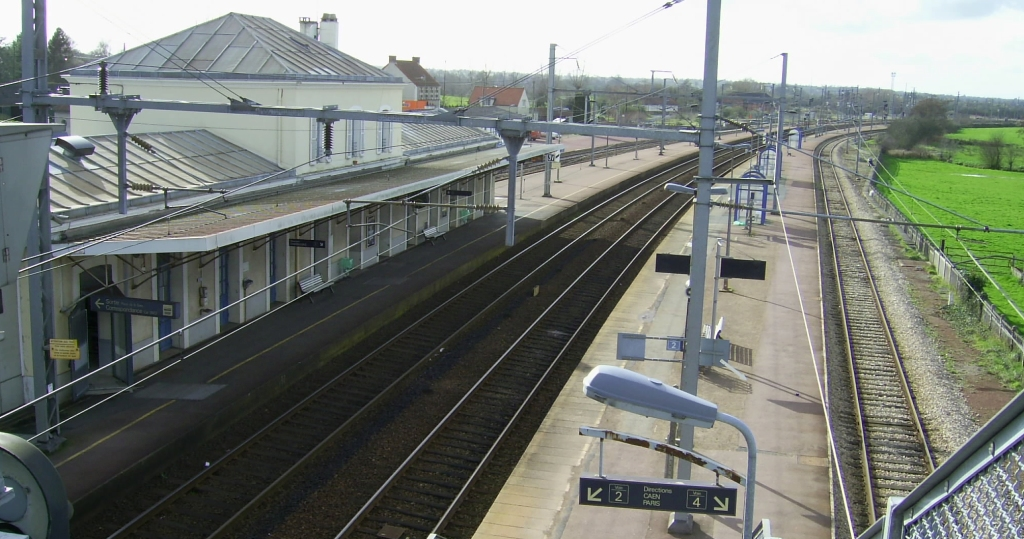
Gare de Lison.

#### Voies routières
Le bourg de Cerisy-la-Forêt est à l'intersection de la route départementale RD 8 qui le relie à Sainte-Marguerite-d'Elle et à l'Embranchement en forêt de Cerisy, et de la départementale D 34 qui mène vers Le Molay-Littry au nord et à la route Saint-Lô - Bayeux au sud.

#### Transports
Cerisy-la-Forêt est directement desservi par les transports scolaires. À 10 km à l'ouest de Cerisy par la RD 8, à Lison, se trouve la gare la plus proche. Il s'agit d'un point d'arrêt géré sur la ligne de Mantes-la-Jolie à Cherbourg. Lison est desservie par des TER Basse-Normandie, circulant sur la relation Cherbourg - Carentan - Lison - Le Molay-Littry - Caen. La moitié des trains a comme origine ou destination la gare de Paris-Saint-Lazare et permet de rallier la capitale sans changement, avec un temps de voyage de deux heures et demie environ.

## Urbanisme

### Typologie
Au 1er janvier 2024, Cerisy-la-Forêt est catégorisée commune rurale à habitat dispersé, selon la nouvelle grille communale de densité à sept niveaux définie par l'Insee en 2022.
Elle est située hors unité urbaine. Par ailleurs la commune fait partie de l'aire d'attraction de Saint-Lô, dont elle est une commune de la couronne,. Cette aire, qui regroupe 63 communes, est catégorisée dans les aires de 50 000 à moins de 200 000 habitants,.

### Occupation des sols
L'occupation des sols de la commune, telle qu'elle ressort de la base de données européenne d’occupation biophysique des sols Corine Land Cover (CLC), est marquée par l'importance des territoires agricoles (82,8 % en 2018), une proportion sensiblement équivalente à celle de 1990 (83,3 %). La répartition détaillée en 2018 est la suivante : prairies (65,3 %), forêts (14,5 %), terres arables (14 %), zones agricoles hétérogènes (3,4 %), zones urbanisées (2,7 %). L'évolution de l’occupation des sols de la commune et de ses infrastructures peut être observée sur les différentes représentations cartographiques du territoire : la carte de Cassini (XVIIIe siècle), la carte d'état-major (1820-1866) et les cartes ou photos aériennes de l'IGN pour la période actuelle (1950 à aujourd'hui).

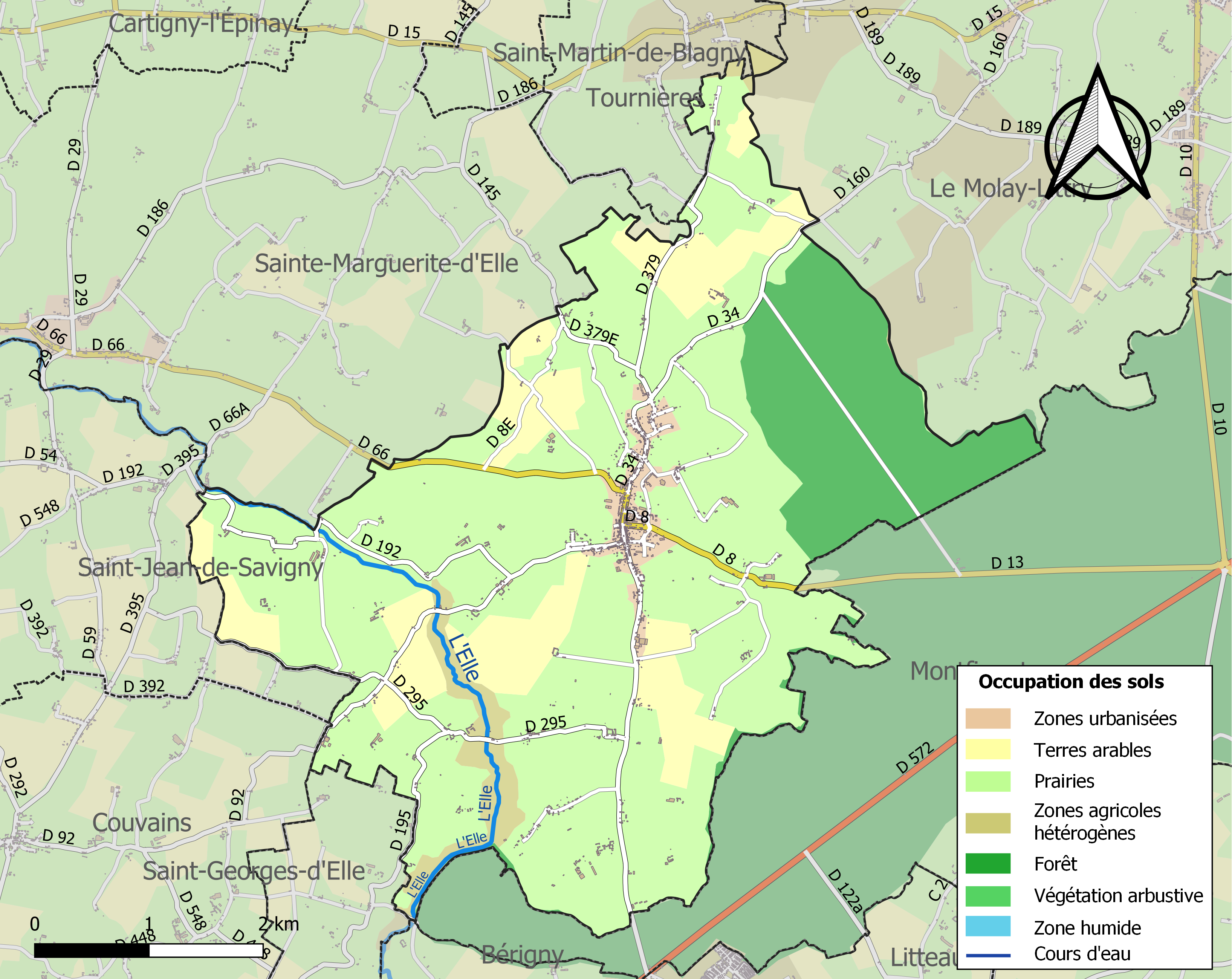
Carte des infrastructures et de l'occupation des sols de la commune en 2018 (CLC).

### Morphologie urbaine
La population du village est répartie entre le bourg et ses hameaux, en particulier Cantilly, le Biot et la Paumerie. En termes de distance au bourg, Cantilly est le hameau le plus éloigné (4,5 km par voie routière) ; à l'inverse, les hameaux de la Joitière et du Pont-tannerie furent absorbés par le bourg.
| \| 2,5 km Cantilly Le Biot La Joitière Le Pont Claudel La Paumerie La Chênée La Hunaudière Les Landes Le Castel La Mallardière La Couespellière Le Bois d'Elle Le Bouquetat La Vacquerie Le Vieux Gravier La Maltellière La Branlière La Pouerie La Bissonière Hamel Roque Le Lieu Jouanne Le Mesnil Les Rochers \| Localisation des principaux hameaux de Cerisy-la-Forêt. |
| 2,5 km Cantilly Le Biot La Joitière Le Pont Claudel La Paumerie La Chênée La Hunaudière Les Landes Le Castel La Mallardière La Couespellière Le Bois d'Elle Le Bouquetat La Vacquerie Le Vieux Gravier La Maltellière La Branlière La Pouerie La Bissonière Hamel Roque Le Lieu Jouanne Le Mesnil Les Rochers                                                               |

### Logement
En 2019, la commune compte 513 logements, contre 488 en 2013 (durant cette période, le nombre de résidences principales a augmenté de 7,3 %, passant de 380 à 409, et le nombre de résidences secondaires de 18,6 %, passant de 43 à 51). Parmi ces logements, 79,8 % sont ainsi des résidences principales, 10 % des résidences secondaires et 10,2 % des logements vacants. La part de maisons individuelles dans le nombre total de logements est de 98,2 %. Ces dernières comportent en moyenne 4,9 pièces. La proportion d'habitants propriétaires de leur logement (en tant que résidence principale) est de 79,3 %. Environ 57.1 % des occupants habitent la même maison depuis dix ans ou plus.

## Toponymie

### Prononciation du nom
La prononciation standard est [səʁi'zi] (la transcription francisée est se-ri-zi). La prononciation courante est [sʁi'zi] (transcription francisée : s'ri-zi). La prononciation dialectale : [ʃʁi'zi], transcription francisée : ch’ri-zi.

### Attestations anciennes
À partir des années 1750, la commune porte le nom de Cerisy l'Abbaye mais au moment de la Révolution, son nom fut changé comme toutes les villes ayant un élément lié à la religion.
On remplace le terme Abbaye par Forêt, nom révolutionnaire qui ne sera pas remis en cause par Louis XVIII le 8 juillet 1814 et qu'elle conserve encore aujourd'hui.
Le déterminant -la-Forêt fait allusion à la forêt de Cerisy.

### Étymologie
Toponyme gallo-romain formé avec le suffixe gallo-roman -(I)ACU ajouté à un autre élément, qui ne fait pas l'unanimité parmi les spécialistes. Ce type toponymique est attesté en Normandie et dans les régions voisines sous les formes Cerisé, Cerisi (Orne), Cerisy (Manche, Somme, Pas-de-Calais).
Auguste Longnon y a vu le latin cerasus « cerisier », d'où implicitement (car la proto-forme entière n'est pas fournie) °CERASIACU « (le lieu) caractérisé par la présence de cerisiers », à moins que cet auteur n'ait pensé à un traitement particulier de °CERASĒTU « cerisaie », formé avec le suffixe collectif -ĒTU, et qui devrait normalement aboutir à °Cerisay, °Cerisé, etc.
Auguste Vincent, comme tous les spécialistes postérieurs, préfère voir dans le premier élément un anthroponyme : en l'occurrence, le nom de personne gallo-romain Carisius ou Charisius, soit °CARISIACU « (le domaine) de C(h)arisius ». Cette explication se heurte à une impossibilité phonétique : un étymon en °CA- aboutit nécessairement à [ʃ], ch- en français et [k], qu- dans les formes dialectales normandes. Or les attestations anciennes de Cerisy sont de type français [s], c(e)- et normand [ʃ], ch-, correspondant au produit de [k] latin devant [e] ou [i].
Albert Dauzat corrige le tir en proposant, avec davantage de cohérence phonétique, les noms de personnes gallo-romains Ceretius ou °Cerisius, soit °CERETIACU ou °CERISIACU, « (le domaine) de Ceretius ou °Cerisius ».
Quatre ans plus tard, Adigard des Gautries et Lechanteur hésitent encore entre Carisius (qui ne convient pas) et Ceretius (qui peut convenir).
Marie-Thérèse Morlet opte pour le nom de personne °Cerisius déjà envisagé par Dauzat, d'où °CERISIACU qui convient parfaitement phonétiquement. La seule difficulté est que ce nom n'est pas attesté, et qu'il représente un dérivé hypothétique (mais plausible) de Cerius, lui-même généralement rattaché au latin cera « cire ».
François de Beaurepaire a préféré un étymon °CERATIACU formé sur le nom de personne gallo-romain Ceratus (autre dérivé de cera « cire »), qu'il présente comme attesté chez Marie-Thérèse Morlet, mais il ne semble pas y figurer. Alternativement, il envisage une possible proto-forme °CESARIACU dérivée de Cesarius, soit « (le domaine) de Cesarius », qui a l'avantage, lui, d'être un nom courant et bien attesté. Dans cette hypothèse, la forme °CESARIACU aurait subi une métathèse aboutissant à °CERASIACU > Cerisy. Ces solutions alternatives sont reprises telles quelles par René Lepelley,.

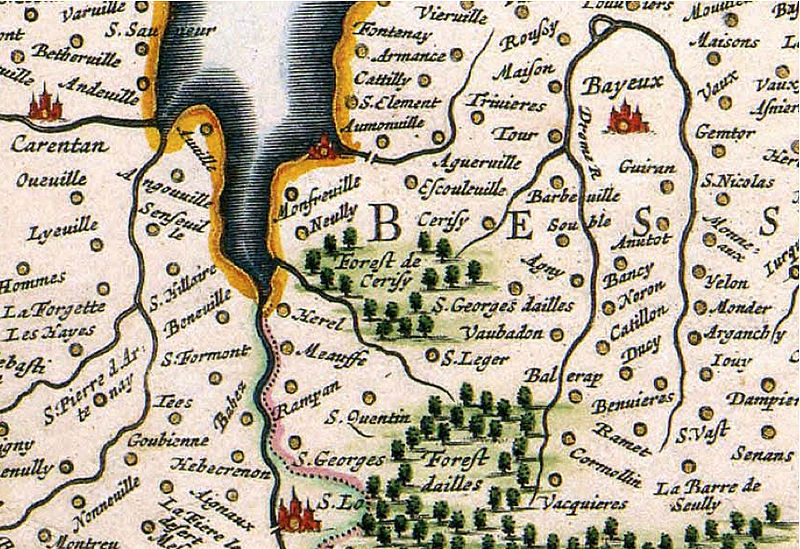
Site de Cerisy-la-Forêt et de la forêt de Cerisy sur la carte de Willem Jansz Blaeu, Normandia Ducatus, 1635.

Ernest Nègre reprend quant à lui l'hypothèse Ceretius de Dauzat, soit °CERETIACU « (le domaine) de Ceretius ».
Parmi toutes ces hypothèses, plusieurs d'entre elles sont plausibles, et rien ne permet de les départager : Ceretius, °Cerisius et Cesarius conviennent, à condition d'admettre, comme il a été dit, la dérivation Cerius → °Cerisius et la métathèse °CESARIACU > °CERASIACU. La forme Ceratus avancée par François de Beaurepaire paraît pour l'instant non documentée, mais pourrait également convenir. Enfin, l'explication d'Auguste Longnon, consistant à voir dans le premier élément de ce toponyme l'appellatif cerasus « cerisier », quoique moins probable, n'est pas à exclure absolument, contrairement à ce que semble penser de Beaurepaire. On sait en effet qu'un certain nombre de noms en -(I)ACU sont formés sur les appellatifs, en dépit des opinions d'Albert Dauzat et de sa disciple Marie-Thérèse Morlet, dont la préférence va systématiquement aux anthroponymes. Ce débat théorique est développé dans l'article consacré à Michel Roblin.
Sous l'Ancien Régime, la paroisse a parfois porté le nom de Cerisy-l'Abbaye. Dans le cadre de la déchristianisation à l'époque de la Révolution française, ce nom fut changé en Cerisy-la-Forêt en novembre 1793, en référence à la forêt voisine. Celle-ci, aujourd'hui appelée forêt de Cerisy, se situe sur le territoire du Calvados, à l'exception d'une petite portion nommée le Bois l'Abbé à Cerisy, par référence à l'abbaye du lieu.

### Microtoponymes
La plupart des microtoponymes de la commune sont des formations médiévales ou postérieures. Quelques-uns cependant semblent d'origine gallo-romaine ou pré-latine.

#### Toponymes évoquant la topographie
- les Rochers ; la Vallée ; les Varannes « friches en zone humide, délaissés de rivière » ; le Vieux Gravier.

#### Toponymes liés à l'eau
- Avec l'appellatif eau « cours d'eau » + anthroponyme : l'Eau Geau (sur l'Esque).
- Avec l'appellatif douet « ruisseau » + anthroponyme : le Douet Morel.
- Avec l'appellatif gouttière « lieu où l'eau dégoutte », d'où « petite source » : la Gouttière (à la source d'un ruisselet, affluent rive droite de l'Esque).
- Avec l'appellatif étang : Village de l’Étang (retenue d'eau sur l'Esque).
- Avec l'appellatif pont : le Pont Tannerie (sur le Douet Morel) ; le Pont Claudel (sur l'Esque).
- Avec l'appellatif planche « petit pont, passerelle » : la Planche au Chêne (sur le Douet Morel).
- Avec l'ancien appellatif toponymique ré, ray « gué »[96],[97] : Longré « long gué » (désigne initialement un gué sur l'Elle).
- Avec l'appellatif moulin (moulins à eau sur l'Elle) : voir plus bas les toponymes évoquant l'activité humaine.

#### Toponymes de végétation
- Gavray est un type toponymique bien connu issu du gallo-roman *WAB(E)RETU, reposant sur un thème d'origine gauloise *wab(e)ro- / *wob(e)ro- auquel on attribue généralement le sens de « terre boisée ou broussailleuse ; terre inculte »[98],[99],[100],[101]. On le rencontre également en France sous les formes Vavray, Vauvray, Vouvray, etc.
- Appellatifs romans : les Landes ; le Bois d'Elle (d'après le nom de la rivière d’Elle) ; Launay « le bois d'aunes » ; la Boulaye « le bois de bouleaux » ; la Planche au Chêne, « le pont au chêne »; la Chênée « le bois de chênes ».

#### Toponymes évoquant la présence humaine
- Nom gallo-romain en -acum : Cantilly, dont les plus anciennes attestations (1736[102], 1753/1785[83]) sont identiques, représente la forme normano-picarde du type toponymique Chantilly / Cantillac / Chantillac, expliqué par une formation gallo-romane *CANTILIACU dérivée du nom de personne gallo-romain Cantilius, soit « le domaine de Cantilius »[103],[104],[105]. Le nom de cet important hameau de Cerisy fait défaut sur la carte de Mariette de La Pagerie (1689)[77], mais cette absence doit correspondre à une lacune plutôt qu'à l'apparition tardive du toponyme dont on ne voit guère d'où il aurait pu être transféré (une création de ce type étant évidemment impossible aux XVIIe – XVIIIe siècles).
- Noms médiévaux ou modernes en -ière et -erie : les hameaux en -ière et -erie sont pour la plupart des habitats résultant du développement démographique de la Normandie. Ils désignaient initialement la ferme ou le domaine d'une famille, fondée sur les nouvelles terres obtenues par les grands défrichements des XIe – XIIIe siècles. Par la suite, on a utilisé ces suffixes pour noter simplement la propriété. On peut citer : la Bissonnière (sur Bisson), la Branlière, la Couespelière (sur Couespel), la Hunaudière (sur Hunaud), la Joitière (sur Jouet), la Mallardière (sur Mallard)[Note 5], la Maltellière, la Maumistière, la Quesnellière (sur Quesnel), La Gouesmerie, la Jayetterie (sur Jayet ou Jaillet), la Lucasserie (sur Lucas), la Marquerie (sur Marc), la Paumerie (sur Paumier ou Lepaumier), la Pouerie, la Rupaillerie (sur Rupalley).
- Patronymes employé seuls (au singulier ou au pluriel) : le Biot, les Brians, Carbonnel, les Houzeaux (pluriel de Houzel, Houzé).
- Avec l'appellatif hamel / hameau « hameau, groupe de maisons » : Hameau du Puits, Hamel Roque, Hamel es Telliers (sur Tellier ou Letellier).
- Avec l'appellatif lieu « domaine rural » : le Lieu Jouanne, le Lieu Sirrey.
- Avec l'appellatif maison : les Maisons Yon.
- Avec l'appellatif mesnil « manoir, domaine rural » (seul ou déterminé) : le Mesnil, le Mesnil Reinne.
- Avec l'appellatif ro(c)que « château fort » : la Rocque.
- Avec l'appellatif castel « château » : le Castel.

#### Toponymes évoquant l'activité humaine
- Avec l'appellatif moulin : Moulin d'Apechon[Note 6] (sur l'Elle) ; Moulin des Rondelles, noté [moulin] d'Erondé sur la carte de Mariette de La Pagerie (1689)[77], et attesté dans l'annuaire téléphonique de 1993 sous la forme Le Moulin des Rond’Elle (!), remotivée d'après le nom de la rivière d'Elle sur laquelle il se trouve. Il s'agit de l’un des surnoms de moulins les plus répandus en France, comparant le moulin à eau à une hirondelle rasant l’eau. Le type le plus fréquent Arondel / Arondeau repose sur l’ancien français arondel, forme diminutive d’aronde « hirondelle ». Les variantes la Rondelle, les Rondelles, le Rondel, etc. représentent des formes déglutinées de l’arondel ou de la variante dialectale normande féminine l’érondelle, quelque peu malmenée par l’étymologie populaire[106].
- Avec l'appellatif tannerie : le Pont Tannerie (sur le Douet Morel).
- Avec l'appellatif normano-picard vaquerie « vacherie, étable (d'où élevage) de vaches » : la Vacquerie.
- Nom métaphorique évoquant la stérilité du sol : Bapeaume, du composé verbal bat-paumes[107].
- Avec l'appellatif moine « religieux vivant dans une abbaye » : la Croix aux Moines (référence à l'ancienne abbaye Saint-Vigor).

#### Toponymes évoquant une voie de communication
- Avec l'appellatif rue (au sens de « chemin bordé de maisons ; hameau-rue ») + anthroponyme : Rue Dorée.
- Avec les appellatifs pont, planche « petit pont, passerelle » et ré, ray « gué » : voir plus haut les toponymes liés à l'eau.

#### Origine incertaine
- Le Bouquetat (noté le Bouque-Eta en 1825/1866[108]). — Ce microtoponyme n'apparaît pas sur les cartes des XVIIe – XVIIIe siècles, mais peut néanmoins être ancien. Situé en lisière de la forêt de Cerisy, il pourrait représenter un toponyme de végétation : on serait en effet tenté d'y voir une variante altérée du type Bouquetot (de l'ancien scandinave bok « hêtre » + topt « domaine rural ; village »[109],[110], mais l'absence de formes anciennes interdit d'être affirmatif.
- Apechon. — Ce nom, qui désigne un moulin sur l'Elle ainsi qu'un chemin proche, est noté [moulin] d'achon sur la carte de Mariette de La Pagerie (1689)[77]. La finale du toponyme semble manifester un traitement normano-picard (-chon est la forme dialectale normande du français -çon ou -sson), mais l'ensemble demeure pour l'instant opaque.

#### Gentilé
Le gentilé est Cerisyais.

## Histoire

### Antiquité

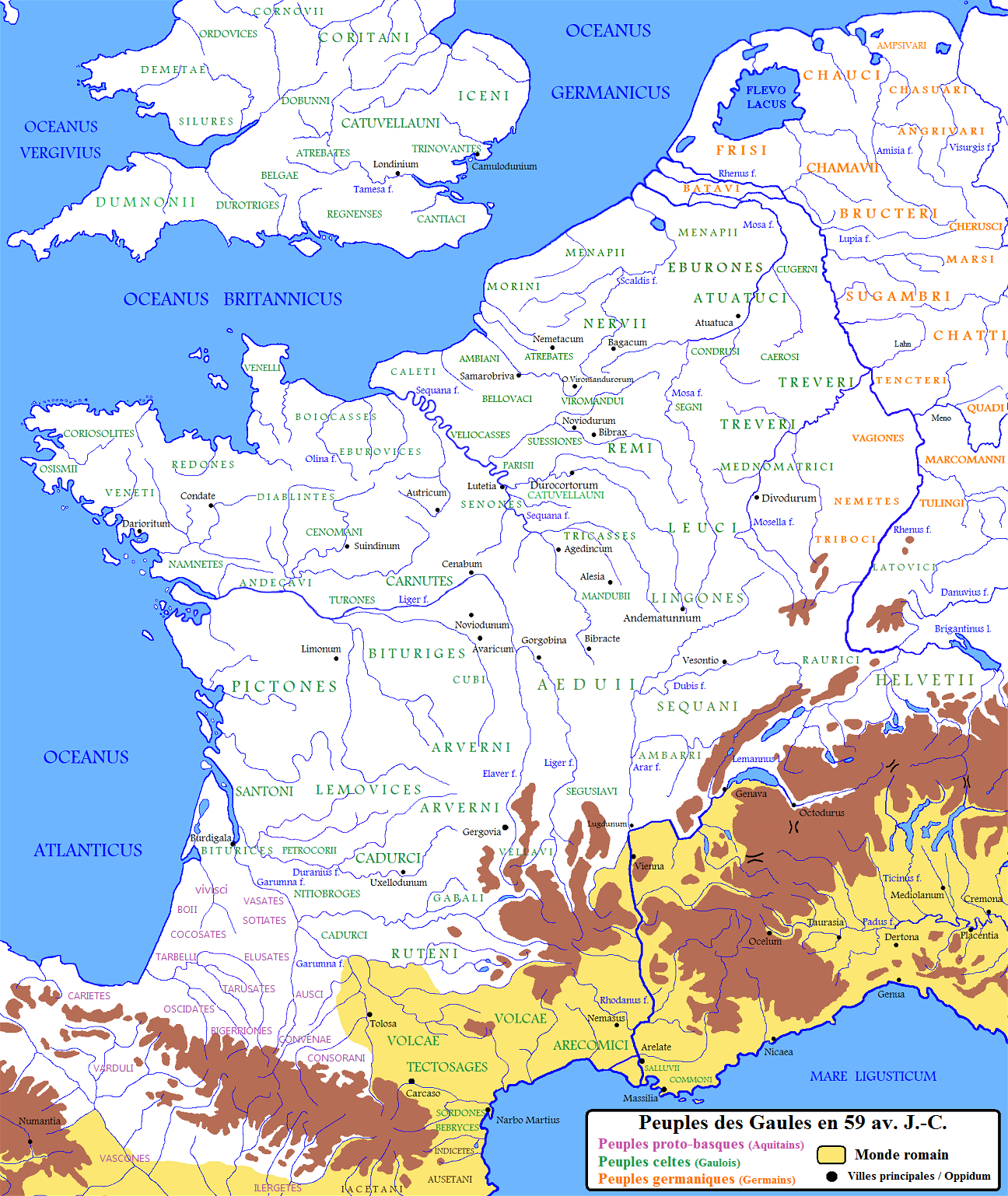
Carte des peuples gaulois : Cerisy-la-Forêt se situe dans le territoire des Bajocasses.

À la limite des communes de Cerisy et Saint-Jean-de-Savigny se trouve un oppidum vitrifié de type Fécamp appelé Le Grand Castel ou Butte des Romains,. Cette place-forte, située à la frontière entre les Bajocasses ou les Unelles, a pu appartenir à l'un ou l'autre de ces peuples,. Une voie romaine passait également à Cerisy,.

### Moyen Âge
Les plus anciens souvenirs de l'histoire de Cerisy-la-Forêt au Moyen Âge remontent au VIe siècle, alors que la Gaule commence à se christianiser. Vigor, un des premiers évangélistes du Bessin, reçoit du riche seigneur Volusien la terre de Cerisy avec vingt-cinq villages, pour le remercier d'avoir débarrassé la région d'un « serpent horrible qui mettait à mort les hommes et les animaux ».
Vers 510, le saint homme construit, à la place d'une table druidique, un monastère ou ermitage dédié à saint Pierre et saint Paul, financé par le seigneur local, Volusien.
Au IXe siècle, la Neustrie est envahie par les Vikings. En 891, ils pillent Bayeux, défendue par le comte Bérenger II de Neustrie. Les incursions en terre de Cerisy datent probablement de la même année, avec destruction complète du monastère érigé par Vigor. Rollon, chef normand, obtient du roi Charles III le Simple les pays de Basse-Seine par le traité de Saint-Clair-sur Epte en 911, et le Bessin en 924. Vers 1030, le duc de Normandie, Robert Ier reconstruit l'abbaye. Elle était la plus riche du diocèse de Coutances.

### Époque moderne

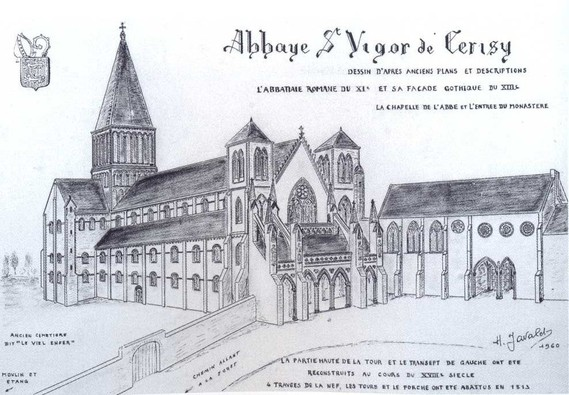
Vue d'artiste de l'église-abbatiale et de la Chapelle Saint-Gerbold au XVIIIe siècle.

#### La maréchaussée
La maréchaussée, en 1660, a un rôle prévôtal. De ce fait, elle est implantée dans les villes et villages de garnison. Ainsi, dans les registres d'état civil des XVIe et XVIIe siècles de Cerisy-la-Forêt, plusieurs actes de décès de dragons sont enregistrés. Y figurent aussi quelques actes de mariages de dragons ou de baptêmes de leurs enfants. Ceux-ci nous permettent d'en déduire qu'un corps de cette arme existait alors en cette commune. La Maréchaussée était alors installée dans la ferme de l'abbaye.
Cette compagnie de maréchaux était donc dans l'enceinte de l'abbaye, là où les « gens de robes » rendaient la justice. Le cardinal de Mazarin a été abbé commendataire de cette institution religieuse.
La salle de justice et sa cellule attenante ont traversé les siècles, subissant invasions et incendies. De la prison de la « Brigade de l'époque », il ne reste plus que le linteau ornant l’entrée sur lequel on peut lire : « Tremblez, tremblez diables d'enfer, aussitôt qu'en prison on vous traînera, vos bras seront liés de lourdes chaines de fer et vous les porterez tels et vous apprendrez à chicaner ».
La salle des aveux est contigüe à la salle de justice et à la cellule de l'abbatiale. De nombreux graffitis ornent le mur de la geôle. On remarque qu'il en existe deux niveaux. En effet, au XVIe siècle, les prisonniers portaient comme le rappelle l'avertissement vu précédemment… « de lourdes chaines de fer ». Les prisonniers ainsi très limités dans leurs mouvements, ne pouvaient sculpter qu'à une petite hauteur et que des motifs très simples.
Au XVIIe siècle, ils deviennent libres de leurs mouvements dans les cellules, n'ayant plus à supporter les chaînes. Toutefois, la paille, ajoutée jour après jour sur le sol du cachot, entraîna l'élévation du sol. Cette litière n'était pas changée.
La conséquence de la liberté de mouvement des prisonniers, associée à l'élévation du sol est nettement visible. En effet, les dessins ou graffitis sont de plus en plus élevés, plus travaillés et expressifs,.

#### La sergenterie

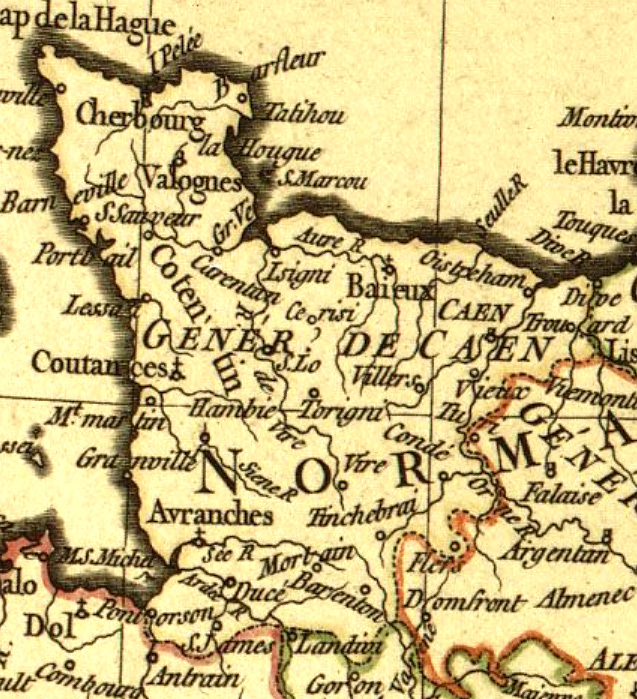
La généralité de Caen en 1774.

La sergenterie de Cerisy est une ancienne circonscription administrative, elle ressortissait en 1612-1636 et 1677 à l'élection de Bayeux, puis elle fut partagée à partir de 1691 entre les élections de Saint-Lô et de Bayeux, qui faisaient toutes deux partie de la généralité de Caen.
Il en est fait mention en 1337 sous la forme latinisée sergenteria de Ceraseio, en 1434 sous la forme sergenterie de […] Cherisy, en 1612-1636 et 1640 sous la forme sergeanterie de Cerisy,, et en 1713 sous la forme sergenterie de Cerisy.
Elle comprenait 24 paroisses ; en 1735 : Blay, Trévières, Mandeville-en-Bessin, Cottun, Tournières, Le Molay, Saonnet, Bernesq, Tessy, Notre-Dame-de-Blagny, Campigny, Crouay, Baynes, Agy, Rubercy, la Haye-Piquenot, Saint-Martin-de-Blagny, Littry, Noron-la-Poterie, Ranchy, Le Breuil-en-Bessin, Saon, Saint-Paul-du-Vernay. Seule celle de Cerisy passa dans l'élection de Saint-Lô, et plus tard dans le département de la Manche lors de sa création. Toutes les autres paroisses correspondent actuellement à des communes situées sur le territoire du Calvados.

### Époque contemporaine

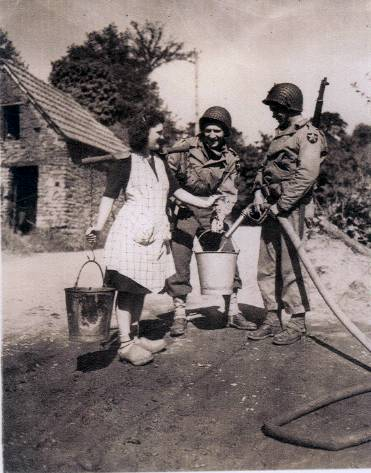
Deux soldats américains aidant une jeune fermière de Cerisy-la-Forêt : cette photo fit la une du journal The New York Times en juin 1944.

Pendant la Seconde Guerre mondiale, Cerisy-la-Forêt a abrité des réfugiés cherbourgeois.
Le 2 juillet 1944, le général Eisenhower et Omar Bradley sont venus encourager la 2e division d'infanterie américaine « Indian head » au château de la Boulaye.

#### La bataille du moulin des Rondelles

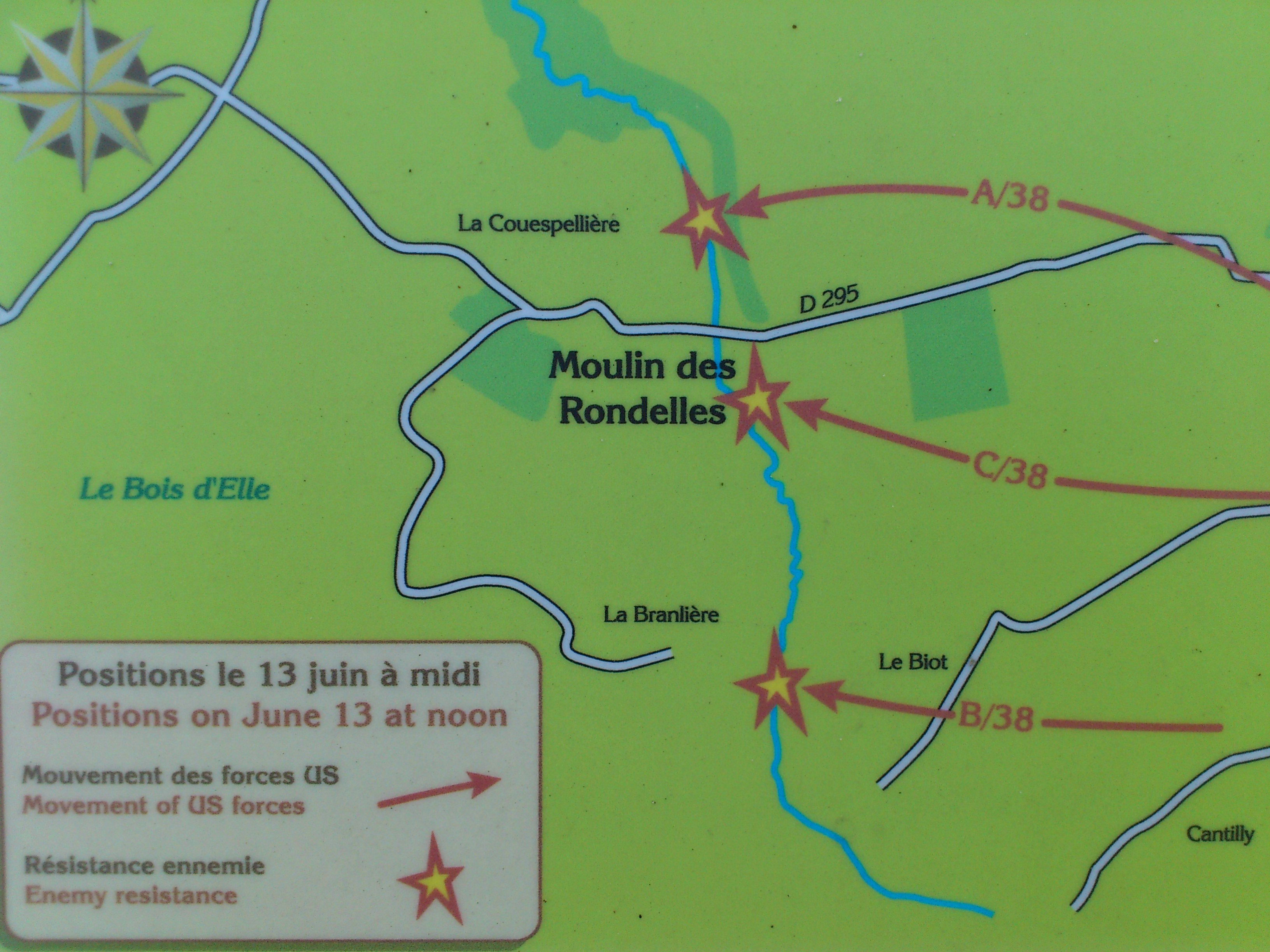
Plan de la bataille du moulin des Rondelles.

Le 12 juin 1944 la 2e division d'infanterie américaine reçut l'ordre de traverser l'Elle. Quand les troupes atteignirent la rive est, ils rencontrèrent une résistance ennemie, qui présageait la fin de l'avancée rapide commencée le 7 juin 1944. Malgré le fait que l'Elle soit une petite rivière facilement franchissable, sa traversée fut durement disputée.
Le 12 juin 1944 une première tentative de traversée fut arrêter dès le départ par un feu nourri de mitrailleuses et de mortiers provenant de la rive ouest. Le 13 juin 1944 les hommes de la Compagnie C du 38e Régiment d'Infanterie reçurent l'ordre de traverser la rivière à cet endroit. La première tentative dans la matinée échoua et ce n'est que dans l'après-midi après la deuxième offensive qu'ils réussirent à atteindre l'autre rive.
La dureté des combats provoqua de nombreuses pertes, dix hommes de la Compagnie C furent tués et vingt-trois autres blessés. Au total, les pertes de la 2e division d'infanterie américaine durant ces deux jours de combat s'élevèrent à 540 tués, blessés ou disparus.
Pendant la deuxième attaque de la Compagnie C le 13 juin 1944, les hommes furent arrêtés par un feu nourri de mitrailleuses. Des mortiers ennemis commencèrent à ajuster leur tir sur les GI. 
Il se précipita de sa propre initiative devant les hommes en direction de la rivière. Sachant que ses chances de survie étaient maigres il cria, « Allez, suivez-moi! ». Le soldat de première classe Mister chargea droit vers l'ennemi situé en haut de la pente, lorsqu'il fut mortellement touché. Inspirés et encouragés par les actions du soldat de première classe Mister, les hommes de la Compagnie C avancèrent et remportèrent la bataille
.

## Politique et administration

### Tendances politiques et résultats
La commune appartient à la première circonscription de la Manche. Cerisy-la-Forêt est une commune qui vote majoritairement à droite ainsi que le confirment les dernières élections :
- Pour l'élection présidentielle de 2012[127], le premier tour a vu arriver en tête Nicolas Sarkozy avec 32,75 % soit 167 voix, suivi de François Hollande avec 22,35 % soit 114 voix, puis de Marine Le Pen avec 17,65 % soit 90 voix, puis de François Bayrou avec 12,35 % soit 63 voix, et enfin Jean-Luc Mélenchon avec 7,25 % soit 37 voix. Aucun autre candidat ne dépassant le seuil des 5 %, avec un taux de participation de 83,71 %. Au deuxième tour 55,07 % des électeurs cerisyais ont voté pour Nicolas Sarkozy (UMP) et 44,93 % pour François Hollande (PS), avec un taux de participation de 85,48 %.
- Au second tour des élections législatives de 2012[128], 55,22 % des électeurs de Cerisy-la-Forêt ont voté pour Philippe Gosselin (UMP) soit 185 voix, 44,78 % pour Christine Le Coz (PS) soit 150 voix, avec un taux de participation de 55,81 % à Cerisy-la-Forêt.
- Pour l'élection présidentielle de 2007[129], le premier tour a vu arriver en tête Nicolas Sarkozy avec 35,26 % soit 180 voix, suivi de François Bayrou avec 25,43 % soit 132 voix, puis de Ségolène Royal avec 18,30 % soit 95 voix, et enfin de Jean-Marie Le Pen avec 6,74 % soit 35 voix, aucun autre candidat ne dépassant le seuil des 5 %, avec un taux de participation de 86,69 %. Au deuxième tour 57,68 % des électeurs cerisyais ont voté pour Nicolas Sarkozy (UMP) et 42,32 % pour Ségolène Royal (PS), avec un taux de participation de 84,58 %.
- Au second tour des élections législatives de 2007[130], 61,71 % des électeurs de Cerisy-la-Forêt ont voté pour Philippe Gosselin (UMP) soit 224 voix, 38,29 % pour Jean-Karl Deschamps (PS) soit 139 voix, avec un taux de participation de 59,48 % à Cerisy-la-Forêt.
- Aux élections européennes de 2009[131], les deux meilleurs scores à Cerisy-la-Forêt étaient ceux de la liste de la Majorité Présidentielle conduite par Dominique Riquet, qui a obtenu 75 suffrages soit 34,72 % des suffrages exprimés et de la liste du Parti socialiste conduite par Gilles Pargneaux, qui a obtenu 29 suffrages soit 13,43 % des suffrages exprimés, pour un taux de participation de 36,02 %.

### Administration municipale
Cerisy-la-Forêt est située dans le canton de Saint-Clair-sur-l'Elle qui comprend 14 communes et 7 555 habitants en 2008.
De 1686 à 1791, la commune a dépendu du notariat de Cerisy-la-Forêt.
| Période | Période  | Identité                                         | Étiquette | Qualité           |
| ------- | -------- | ------------------------------------------------ | --------- | ----------------- |
| 1802    | 1809     | Jacques François Thomas Le Guélinel des Écaliers |           |                   |
| 1809    | 1816     | Claude Le Creps-Dubosq                           |           |                   |
| 1816    | 1830     | Pierre Le Forestier-de-Claids                    |           |                   |
| 1830    | 1834     | Pierre Pennier                                   |           |                   |
| 1834    | 1844     | Alfred Deshameaux                                |           |                   |
| 1844    | 1863     | Georges Poret                                    |           | Avocat, notaire   |
| 1863    | 1864     | Eugène de Saint-Julien-Muiron                    |           |                   |
| 1864    | 1874     | Hervé Deshameaux                                 |           |                   |
| 1875    | 1881     | Pierre Malherbe                                  |           | Officier de santé |
| 1882    | 1919     | Charles Fouque                                   |           |                   |
| 1919    | 1936     | Frédéric Lecoq                                   |           |                   |
| 1936    | 1945     | Eugène Godin                                     |           | [ 117 ]           |
| 1945    | 1945     | Jean Massier                                     |           |                   |
| 1945    | 1959     | Marcel Aubin                                     |           |                   |
| 1959    | 1971     | Lucien Lemaire                                   |           |                   |
| 1971    | 1995     | Lucien Godin                                     |           |                   |
| 1995    | 2008     | Jean Ledunois                                    |           | Agriculteur       |
| 2008    | 2014     | Jocelyne Le Trouit                               |           | Coiffeuse         |
| 2014    | En cours | Jean-Pierre Ledouit                              |           | Retraité          |

Le conseil municipal est composé de quinze membres dont le maire et trois adjoints.

### Instances judiciaires et administratives
Cerisy-la-Forêt est dans le ressort de la cour d'appel de Caen. La commune est dans le ressort des tribunaux de grande instance et d'instance ainsi que du tribunal de commerce et du tribunal pour enfants de Coutances ; le conseil de prud'hommes est également à Coutances.

### Politique environnementale

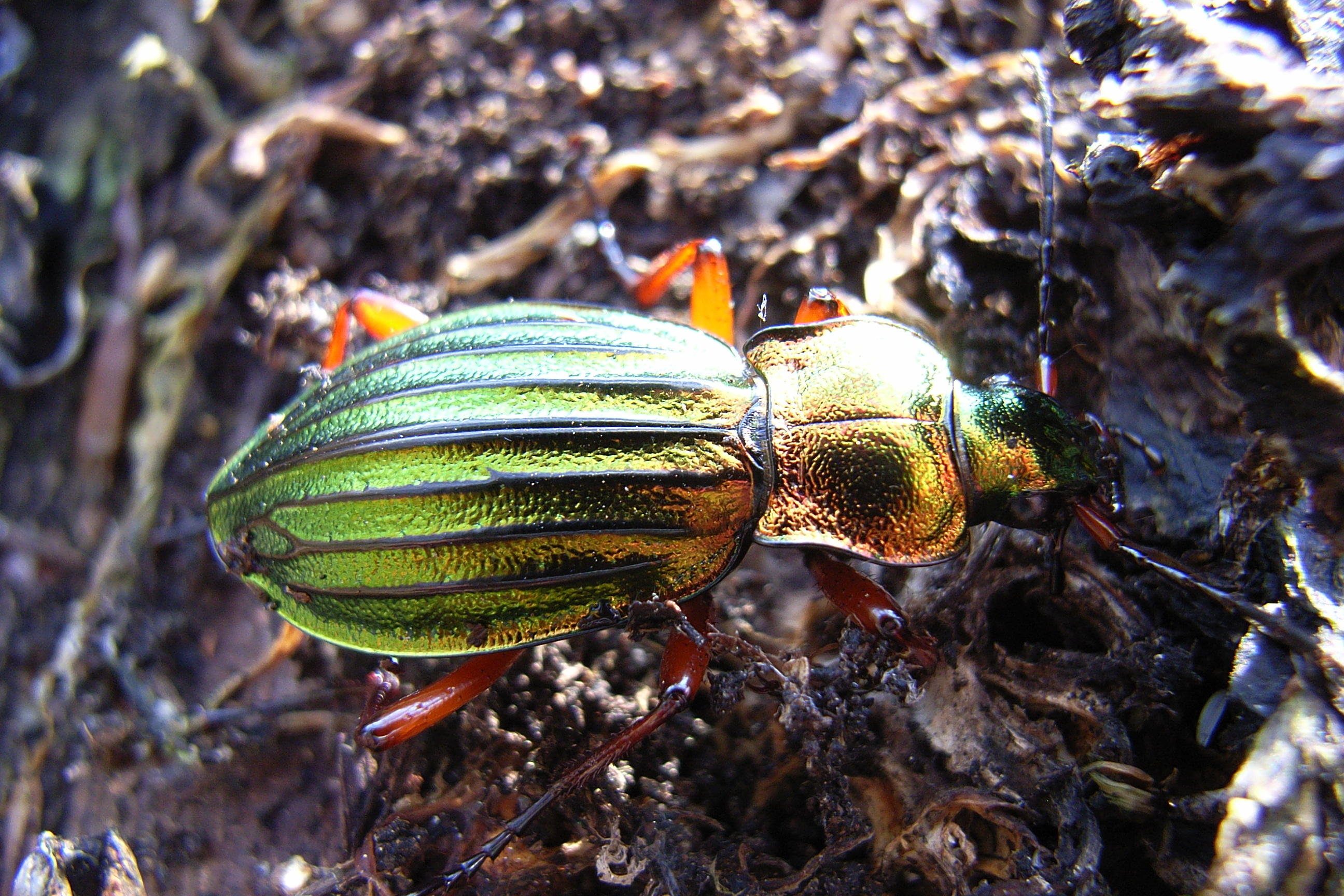
La sous-espèce cupreonitens de ce Chrysocarabus auronitens est endémique à la forêt de Cerisy.

La hêtraie de Cerisy abrite une espèce endémique, le carabe doré à reflet cuivré (Chrysocarabus auronitens ssp cupreonitens) qui est une sous-espèce endémique de la forêt, ces petits insectes nichent pour la plupart du temps dans du bois mort,. C'est pourquoi il est strictement interdit de ramasser du bois en forêt et il est conseillé de faire très attention en promenade pour ne pas perturber cette population.

### Jumelages
- Scharmede (Allemagne) depuis 1973[139].

## Population et société

### Démographie

#### Évolution démographique
L'évolution du nombre d'habitants est connue à travers les recensements de la population effectués dans la commune depuis 1793. Pour les communes de moins de 10 000 habitants, une enquête de recensement portant sur toute la population est réalisée tous les cinq ans, les populations de référence des années intermédiaires étant quant à elles estimées par interpolation ou extrapolation. Pour la commune, le premier recensement exhaustif entrant dans le cadre du nouveau dispositif a été réalisé en 2007.
En 2022, la commune comptait 1 014 habitants, en évolution de +0,8 % par rapport à 2016 (Manche : −0,31 %, France hors Mayotte : +2,11 %).
Le maximum de la population a été atteint en 1806 avec 2 267 habitants.
| 1793  | 1800  | 1806  | 1821  | 1831  | 1836  | 1841  | 1846  | 1851  |
| ----- | ----- | ----- | ----- | ----- | ----- | ----- | ----- | ----- |
| 2 151 | 2 105 | 2 267 | 2 019 | 2 164 | 2 167 | 2 055 | 2 112 | 1 995 |

| 1856  | 1861  | 1866  | 1872  | 1876  | 1881  | 1886  | 1891  | 1896  |
| ----- | ----- | ----- | ----- | ----- | ----- | ----- | ----- | ----- |
| 1 910 | 1 873 | 1 858 | 1 794 | 1 822 | 1 770 | 1 700 | 1 620 | 1 532 |

| 1901  | 1906  | 1911  | 1921  | 1926  | 1931  | 1936  | 1946  | 1954  |
| ----- | ----- | ----- | ----- | ----- | ----- | ----- | ----- | ----- |
| 1 510 | 1 480 | 1 357 | 1 188 | 1 216 | 1 175 | 1 239 | 1 280 | 1 189 |

| 1962  | 1968  | 1975 | 1982 | 1990 | 1999 | 2006 | 2007 | 2012 |
| ----- | ----- | ---- | ---- | ---- | ---- | ---- | ---- | ---- |
| 1 103 | 1 051 | 923  | 941  | 784  | 839  | 900  | 909  | 936  |

| 2017  | 2022  | - | - | - | - | - | - | - |
| ----- | ----- | - | - | - | - | - | - | - |
| 1 034 | 1 014 | - | - | - | - | - | - | - |

#### Pyramide des âges
La population de la commune est relativement jeune.
En 2018, le taux de personnes d'un âge inférieur à 30 ans s'élève à 35,6 %, soit au-dessus de la moyenne départementale (31,2 %). À l'inverse, le taux de personnes d'âge supérieur à 60 ans est de 29,3 % la même année, alors qu'il est de 31,6 % au niveau départemental.
En 2018, la commune comptait 495 hommes pour 536 femmes, soit un taux de 51,99 % de femmes, légèrement supérieur au taux départemental (51,21 %).
Les pyramides des âges de la commune et du département s'établissent comme suit.
| Hommes | Classe d’âge | Femmes |
| ------ | ------------ | ------ |
| 2,0    | 90 ou +      | 3,9    |
| 8,1    | 75-89 ans    | 11,4   |
| 18,4   | 60-74 ans    | 14,8   |
| 18,8   | 45-59 ans    | 19,7   |
| 15,9   | 30-44 ans    | 15,7   |
| 20,5   | 15-29 ans    | 13,7   |
| 16,2   | 0-14 ans     | 20,7   |

| Hommes | Classe d’âge | Femmes |
| ------ | ------------ | ------ |
| 1      | 90 ou +      | 2,6    |
| 8,8    | 75-89 ans    | 12,1   |
| 20,3   | 60-74 ans    | 20,8   |
| 20,7   | 45-59 ans    | 19,8   |
| 17     | 30-44 ans    | 15,9   |
| 15,5   | 15-29 ans    | 13,4   |
| 16,7   | 0-14 ans     | 15,4   |

### Enseignement
La commune de Cerisy-la-Forêt est située dans l'académie de Caen.
Au XIXe siècle, une école est aménagée sur l'emplacement du château de Cerisy-la-Forêt. En 2012, Cerisy-la-Forêt est dotée d'une école primaire et d'une école maternelle.
Le collège le plus proche se trouve à Saint-Clair-sur-l'Elle, à 9 km de Cerisy-la-Forêt : le collège Jean-Grémillon (en hommage au cinéaste, né en 1901 et qui a grandi à Cerisy-la-Forêt).

### Manifestations culturelles et festivités
Le marché hebdomadaire se tient chaque mercredi. La date de la fête patronale est le dimanche le plus proche du 14 juillet. L'église est le lieu du feu d'artifice chaque 14 juillet. Chaque année, depuis 1999, la communauté de communes de l'Elle organise à Cerisy-la-Forêt le Symposium de sculpture. qui a lieu pendant deux semaines au mois de juin.
Depuis sa première édition, le festival suscite l'intérêt du public qui vient chaque année plus nombreux. Des sculpteurs nationaux et internationaux y sont invités. Le symposium est le plus important de la région. En 2008, à l'occasion de son dixième anniversaire, ce sont 33 sculpteurs qui s'y sont produits réalisant trente-trois œuvres originales en granit, marbre et autres matériaux. Ce fut la rencontre la plus importante en Europe. Les sculptures produites sont reparties sur différents sentiers de randonnées de la communauté de communes ou auprès des sponsors des rencontres.
De nombreux concerts sont organisés à l'abbaye ainsi que des journées Portes ouvertes pour faire découvrir l'abbatiale.

### Santé
L'hôpital le plus proche est celui de Saint-Lô, le CHU le plus proche est celui de Caen. La commune dispose également d'une pharmacie.

### Sports
L'Association sportive de Bérigny-Cerisy fait évoluer deux équipes de football en divisions de district. Cerisy-la-Forêt est la ville départ de la route des abbayes (Manche). Cerisy-la-Forêt est également traversé par le GR de pays 5 et le GR de pays 3. Il y a aussi beaucoup de circuits de randonnée et de VTT sur la commune.

### Associations
La commune est dotée d'une salle des fêtes qui fait office de cinéma. Une séance de cinéma est ainsi organisée une fois toutes les trois semaines à la salle des fêtes de Cerisy entre les mois de septembre et de juin. L'association Omnibus a été à l'origine de cette initiative. Dans cette salle des fêtes sont organisées une partie des festivités municipales récurrentes. Parmi les festivités cerisyaises notables, peut être citée : la Fête du village.
Plusieurs activités associatives sont présentes dans la commune (athlétisme, cours d'anglais, percussions, fitness, gymnastique douce, art floral, cours d'italien, initiation à l'anglais, cours de français pour résidents anglophones, ateliers contes, peinture, arts plastiques, atelier cuisine…) ; toutes sont coordonnées au sein de l’association Omnibus.
Sont également basés à Cerisy-la-Forêt : une société de chasse et de pêche, comité des fêtes, association des Curieux de natures et diverses associations.

### Médias
- Le journal La Manche libre propose dans son édition hebdomadaire quelques pages consacrées au Pays Saint-Lois et donc à l'actualité locale de Cerisy-la-Forêt.
- Le journal Ouest-France évoque régulièrement l'actualité du village.

La commune a aussi son propre journal annuel, L'Écho de l'abbaye.

### Cultes

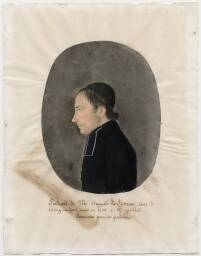
Portrait d'Auguste Le Roussel, curé de Cerisy-la-Forêt.

Le culte catholique est assuré à Cerisy-la-Forêt à l'ancienne église abbatiale dédiée à saint Vigor. Appartenant au diocèse de Bayeux jusqu'à la Révolution, la commune appartient au diocèse de Coutances et Avranches, au sein de la paroisse Sainte-Thérèse-de-l'Enfant-Jésus de Saint-Clair-sur-l'Elle et du doyenné du Pays saint-lois.

## Économie

### Revenu de la population et fiscalité
Les foyers fiscaux de Cerisy-la-Forêt en 2008 :
- revenus moyens des ménages imposés : 26 716 € (2 227 €/mois), nombre de foyers fiscaux : 496 ;
- revenus moyens des ménages non imposés : 13 288 € (1 108 €/mois), nombre de ménages imposés : 213 (42,94 %) ;
- revenus moyens par ménage : 17 179 € (1 432 €/mois), nombre de ménages non imposés : 283 (57,06 %) ;
- moyenne de l'impôt par ménage imposé : 456 €, poids de l'impôt pour les ménages imposés : 2 %.

### Population active
La population âgée de 15 à 64 ans s'élevait en 2008 à 788 personnes, parmi lesquelles on comptait 68,4 % d'actifs ayant un emploi et 3,7 % de chômeurs.
La répartition par catégories socioprofessionnelles de la population active de Cerisy-la-Forêt fait apparaître une sous-représentation des « cadres et professions intellectuelles » et une sur-représentation des « artisans et commerçants » et des « ouvriers », et dans une moindre mesure des « professions intermédiaires », par rapport à la moyenne de la France métropolitaine. Le reste est occupé par les retraités.
Répartition de la population active par catégories socioprofessionnelles (recensement de 2008)
|                             | Agriculteurs | Artisans, commerçants, chefs d'entreprise | Cadres, professions intellectuelles | Professions intermédiaires | Employés | Ouvriers |
| --------------------------- | ------------ | ----------------------------------------- | ----------------------------------- | -------------------------- | -------- | -------- |
| Cerisy-la-Forêt             | 5,54 %       | 7,60 %                                    | 2,55 %                              | 6,39 %                     | 11,08 %  | 10,23 %  |
| Moyenne nationale           | 1,71 %       | 5,57 %                                    | 14,84 %                             | 24,02 %                    | 29,02 %  | 23,86 %  |
| Sources des données : Insee |              |                                           |                                     |                            |          |          |

### Emploi
La majorité des emplois sont issus de la sphère agro-alimentaire et de l'agriculture. Un ensemble d'entreprises artisanales, de commerces, de services poste, banques, assurances, agences immobilières et d'autres services sanitaires et sociaux en font une commune pôle attractive et dynamique.
La maison de retraite qui emploie une trentaine de salariés.

### Entreprise
Siège social de la Sorapel (Société ouvrière régionale pour les applications de l'électricité) qui emploie 125 salariés (hors intérimaires) dans la construction de réseaux dans l'Ouest de la France.

### Commerce, agriculture et tourisme

#### Commerce
Cerisy-la-Forêt dispose d'un équipement commercial de proximité (supérette, bar-tabac, boucherie, boulangerie…). La commune dispose également d'une agence postale et d'une agence bancaire.

#### Agriculture
À Cerisy-la-Forêt on pratiquait autrefois la pomiculture, ces cultures ont disparu dans les années 1950, remplacées par l'élevage bovin pour le lait et la culture de maïs et de blé. L'agriculture ne représente aujourd'hui qu'environ 8,2 % des emplois de la commune, mais outre qu'elle est l'activité traditionnelle du village, elle y joue encore un rôle important à côté du tourisme, de l'artisanat et des services. Les vingt-six exploitations agricoles de Cerisy-la-Forêt participent aussi par leur activité à l'entretien des paysages, au maintien de la qualité de vie et à l'attrait touristique de la commune.
La commune se situe dans la zone géographique des appellations d'origine protégée (AOP) Beurre d'Isigny et Crème d'Isigny.

#### Tourisme
Le tourisme commence à se développer à Cerisy-la-Forêt dans les années 1950, à partir de l'abbaye, et aussi de la forêt. La présence de Centre de vacances ou de loisirs à Cerisy-la-Forêt a aussi favorisé l'activité locale. Le tourisme s'appuie aujourd'hui sur la qualité des paysages, qui allient prairies, forêts et zones humides, entre la forêt de Cerisy-la-Forêt et la vallée de la Vire. Le territoire communal est propice à la pratique de la randonnée pédestre ou équestre et du VTT. Cerisy-la-Forêt compte quelques gîtes et chambres d'hôtes.

## Culture locale et patrimoine

### Lieux et monuments

#### Édifices religieux
L'ancienne abbaye et son église abbatiale Saint-Vigor des XIe, XIIIe – XVe siècles sont classées aux monuments historiques. Elle abrite de nombreux objets classés aux monuments historiques dont saint Vigor et le dragon (XVe) et des peintures murales (XIe – XVe siècles),. Sa chapelle Saint-Gerbold (XIIIe siècle) est connue sous le nom de chapelle de l'Abbé.
Il existe quatre chapelles sur le territoire communal : celle de Saint-Gerbold date de 1260, la chapelle du château de la Boulaye (XVIIIe – XXe siècles), la chapelle du château de la Couespellière (XVIe – XIXe siècles), et la chapelle Saint-Hubert.
Il existait de nombreuses chapelles à Cerisy-la-Forêt, mais beaucoup ont été démolies pendant la Révolution comme la chapelle de l'Épine.
Dans les croyances populaires normandes, c’est aux carrefours que se retrouvent, pour célébrer leurs sabbats, diables et sorcières. C’est donc dans un désir de conjuration que le monde chrétien a multiplié aux carrefours les croix et les calvaires, on a donc érigé dans le bourg un calvaire.

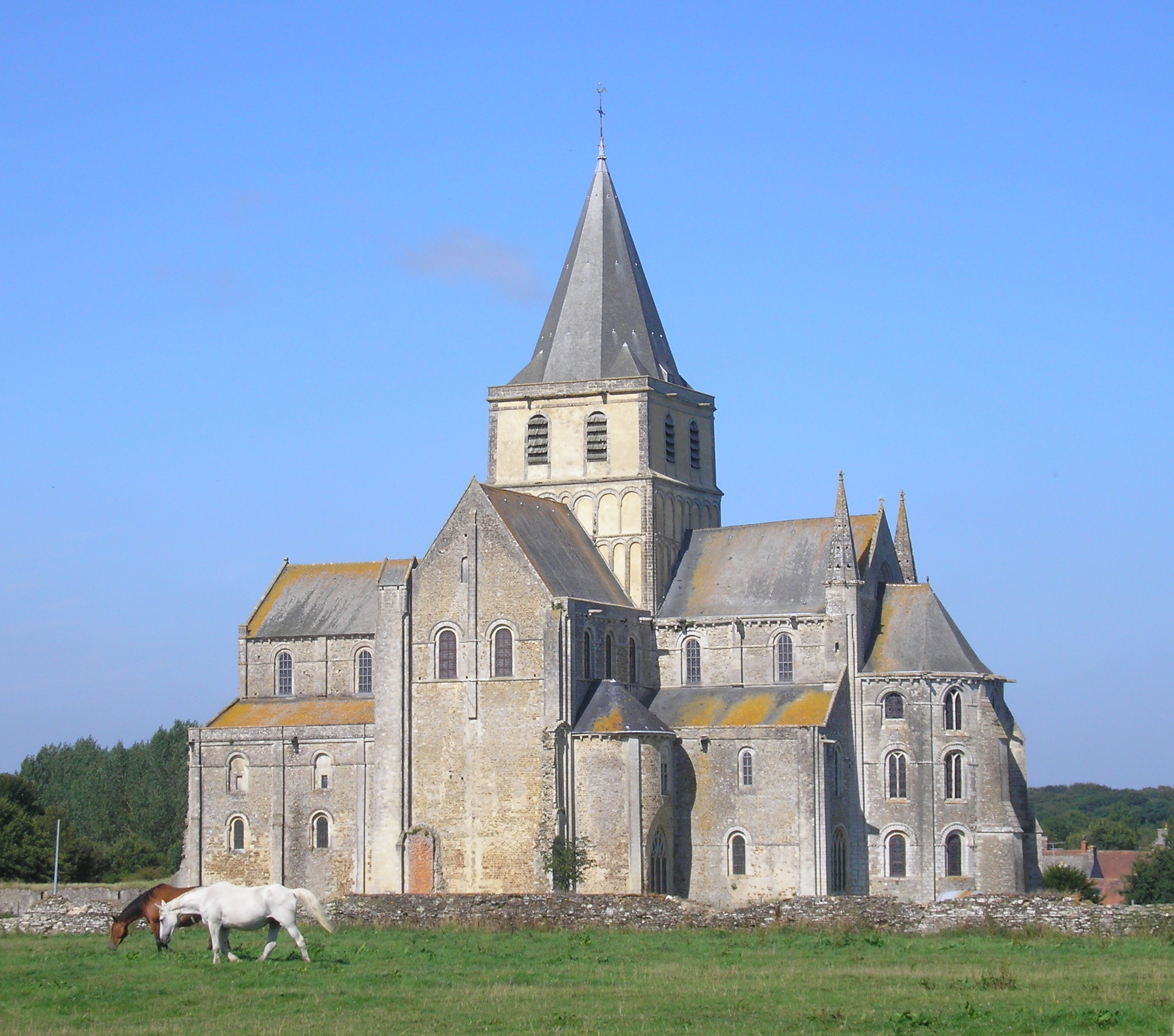
L'église abbatiale.
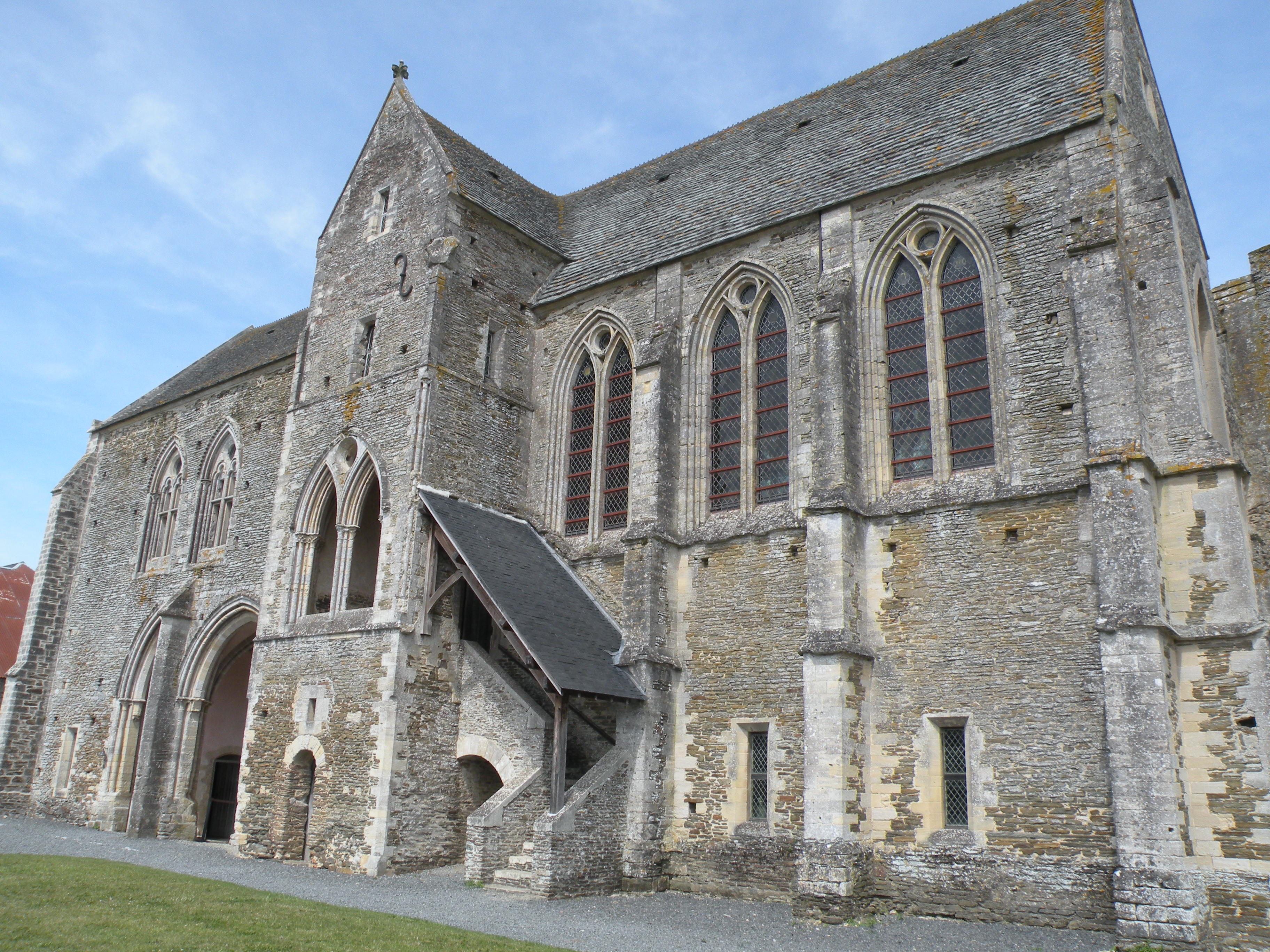
Chapelle Saint-Gerbold.
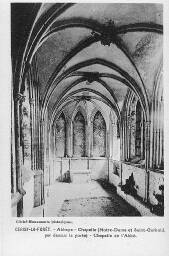
Intérieur de la chapelle Saint-Gerbold.
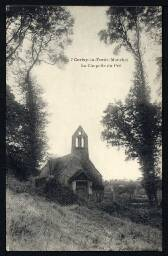
Chapelle du pré.
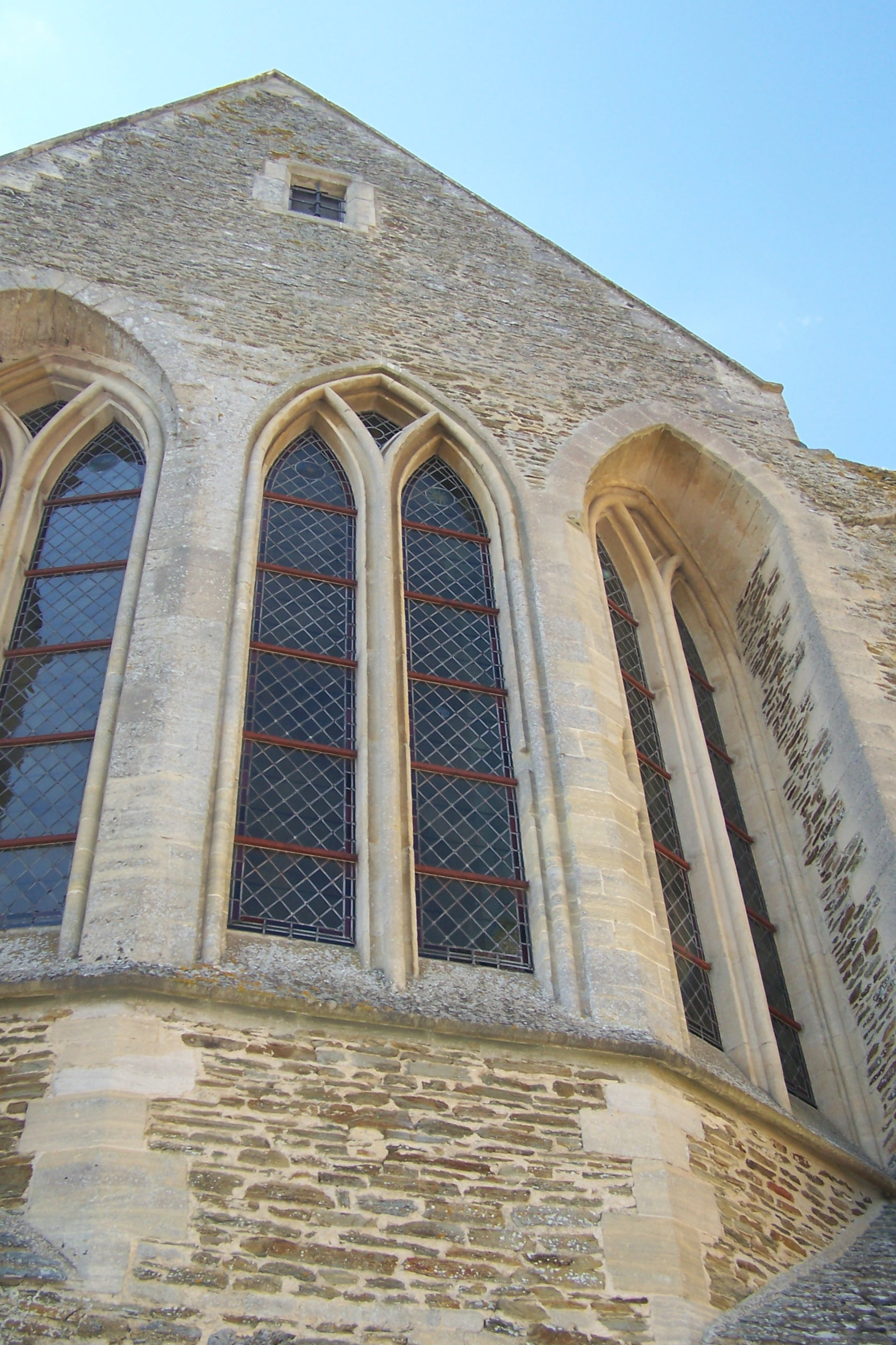
La nef.
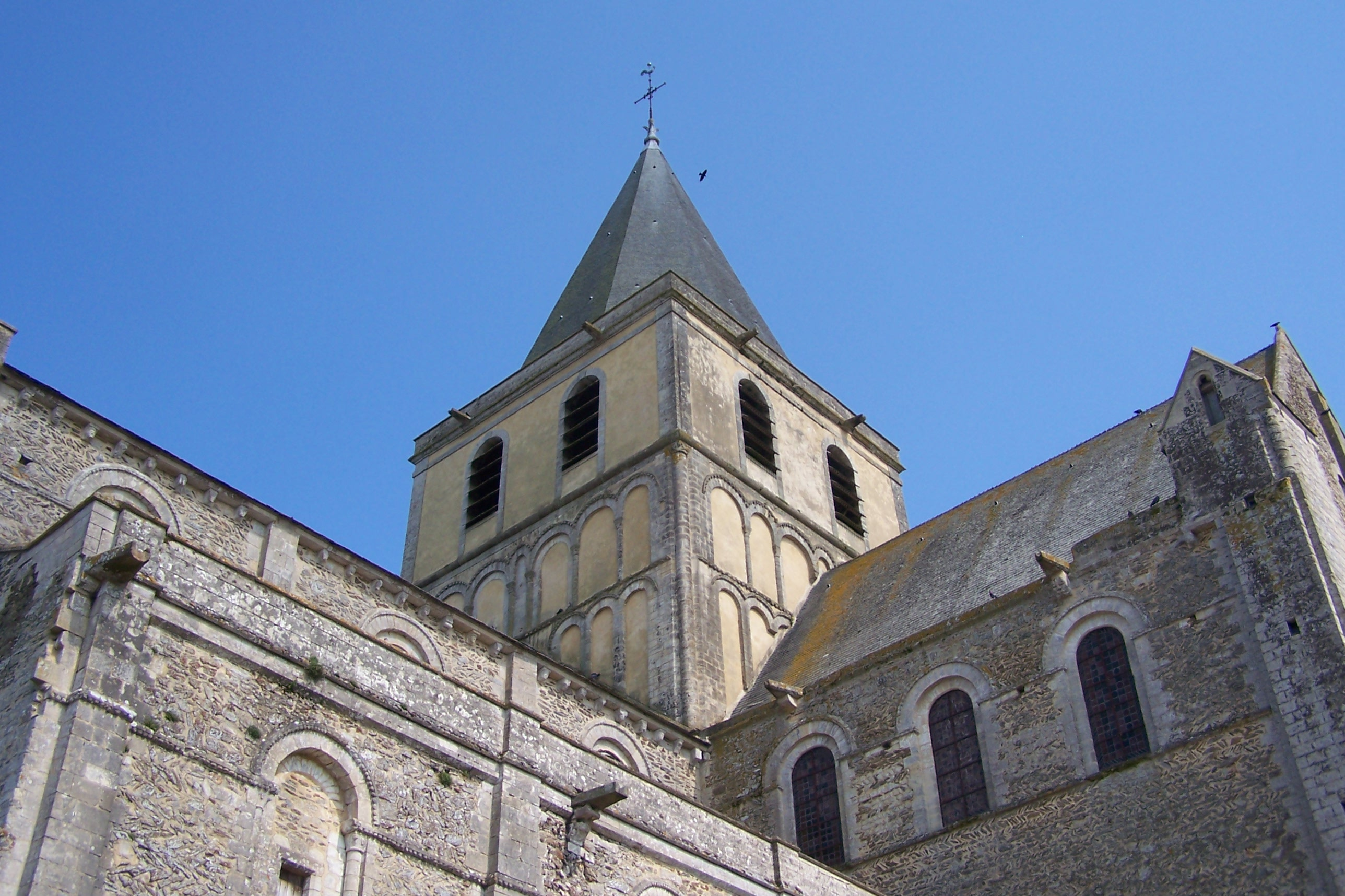
Le clocher.
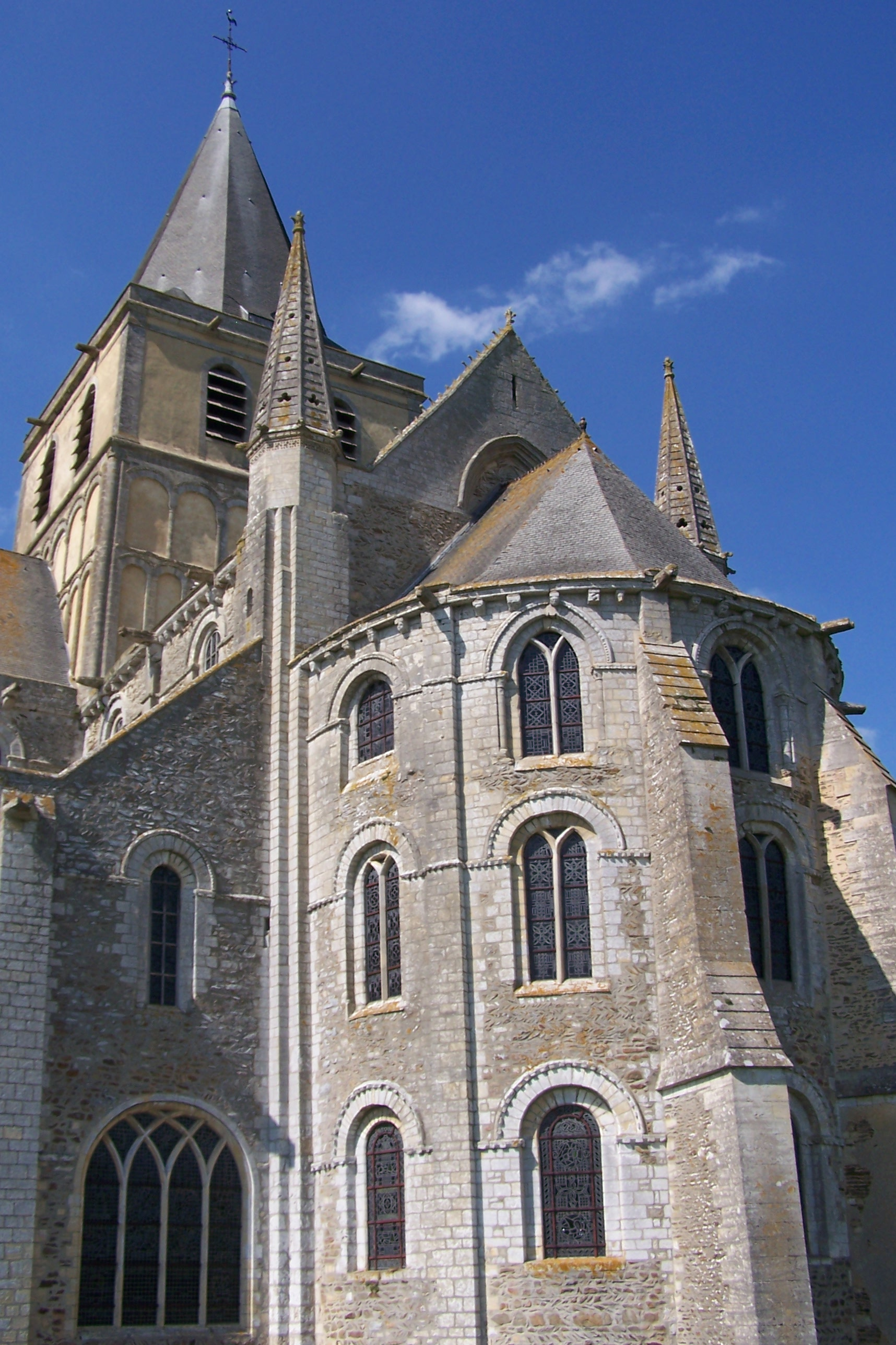
L'abside.

#### Architecture civile
La commune de Cerisy-la-Forêt compte également un monument aux morts situé au cœur du cimetière, les lavoirs de Cantilly, du Pont-Tannerie, de la Joitière et du Pont-Claudel ainsi que plusieurs fontaines à eau. Il existe aussi plusieurs châteaux comme le château de la Boulaye (XVIIIe siècle) connu pour avoir été le QG de Dwight Eisenhower pendant la Seconde Guerre mondiale, en juin 1944, mais aussi le château de la Couespellière (XVIe – XIXe siècles), le château de l'abbaye, le manoir de l'Elle, le manoir des Rocher (XVIIe siècle),, la ferme fortifiée de la Hunaudière, du Castel et de Longré ainsi que de nombreuses bâtisses du XVIIe siècle et des moulins comme le moulin des Rondelles (XVIIIe siècle) où eut lieu le combat du moulin des Rondelles marqué par la perte de dix soldats américains, le moulin d'Apechon.
Les halles
Autrefois à Cerisy se dressaient deux halles, la halle au grains et la halle au beurre, elles avaient un rôle important dans l’essor du commerce local. La Halle aux grains fut détruite lors des bombardements pendant la Seconde Guerre mondiale.

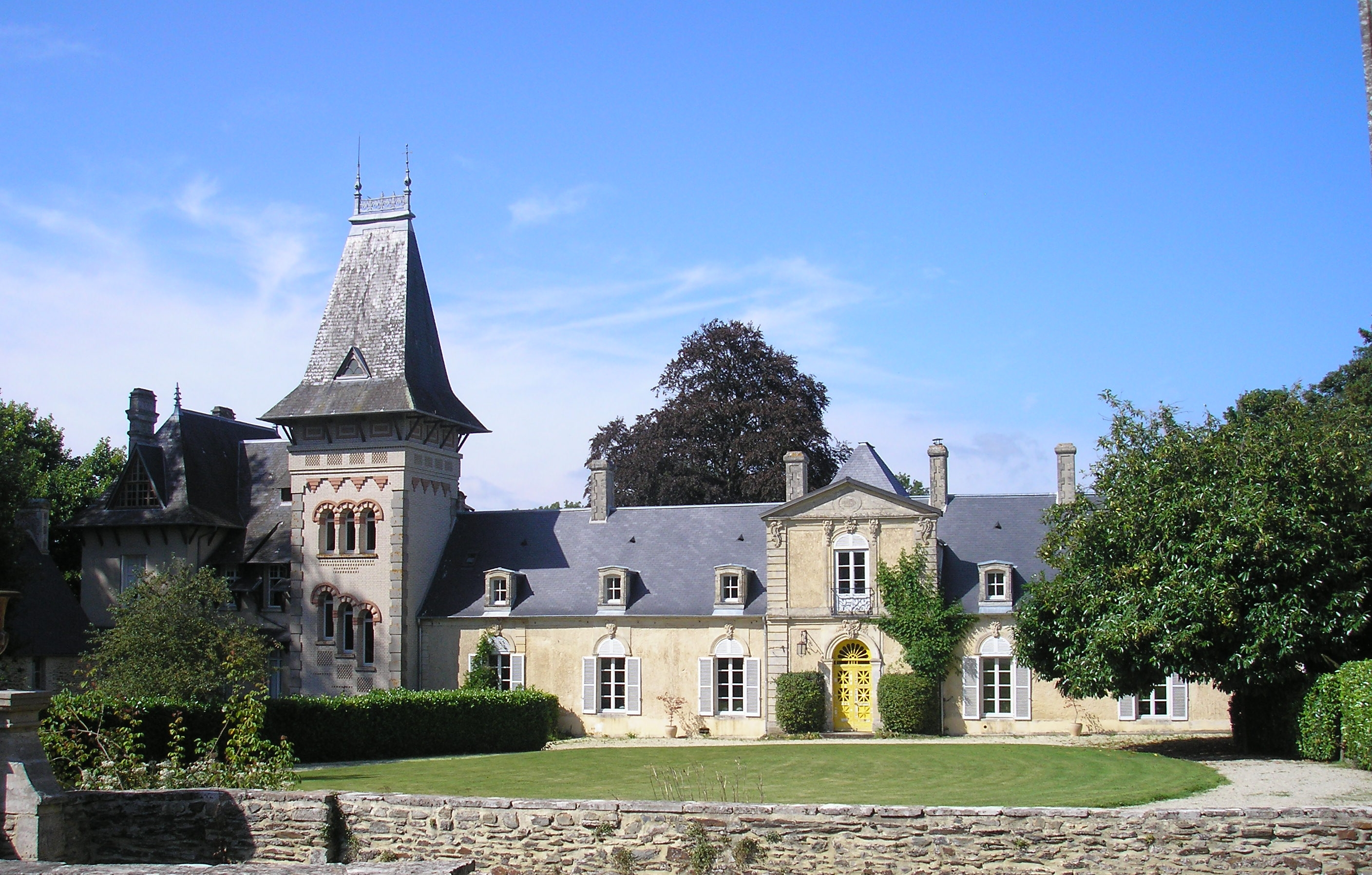
Le château de la Boulaye.
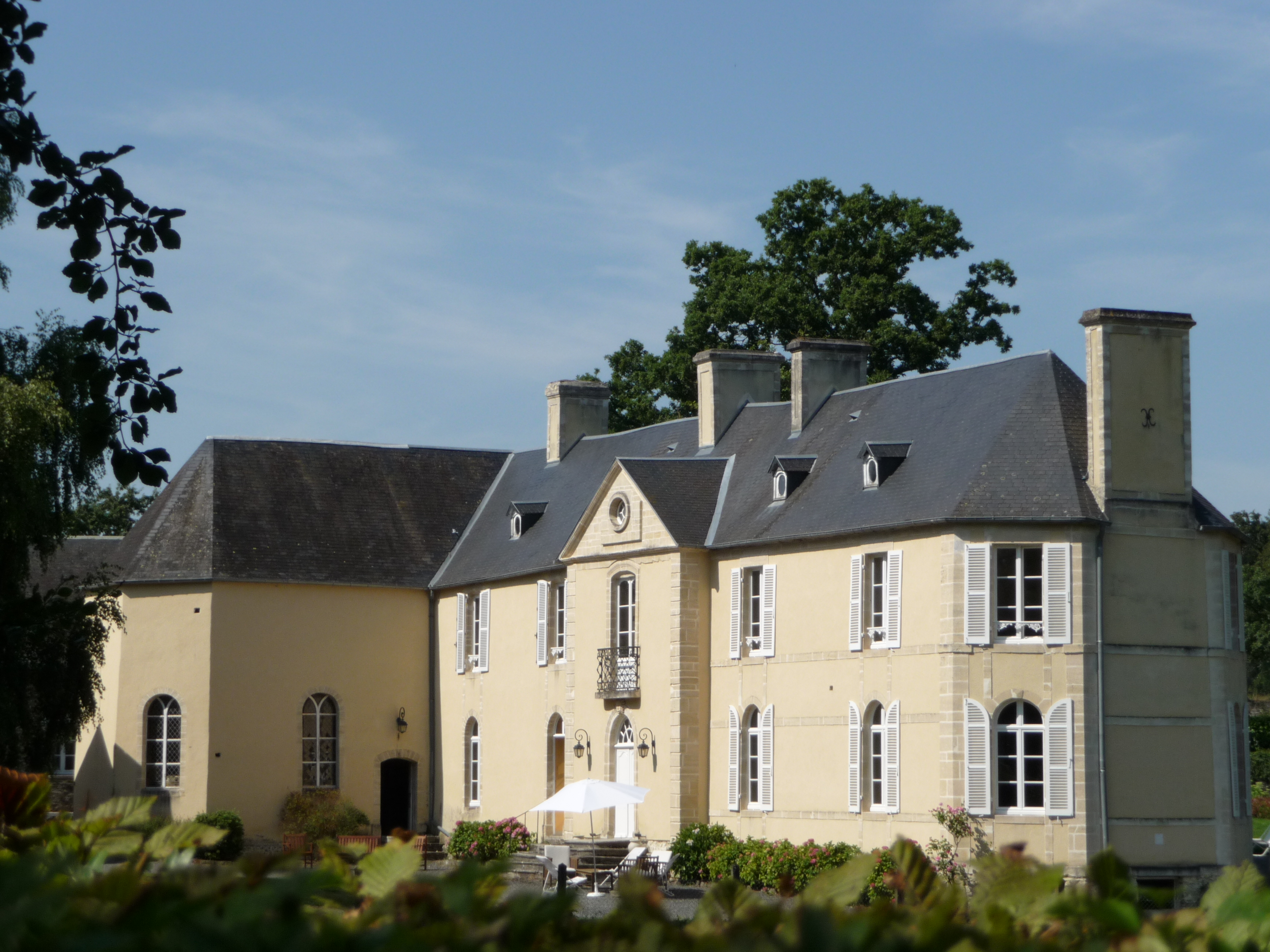
Le château de la Couespellière.
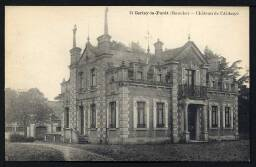
Le château de l'abbaye.
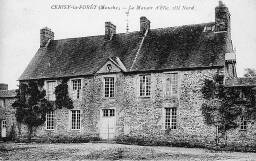
Le manoir d'Elle.
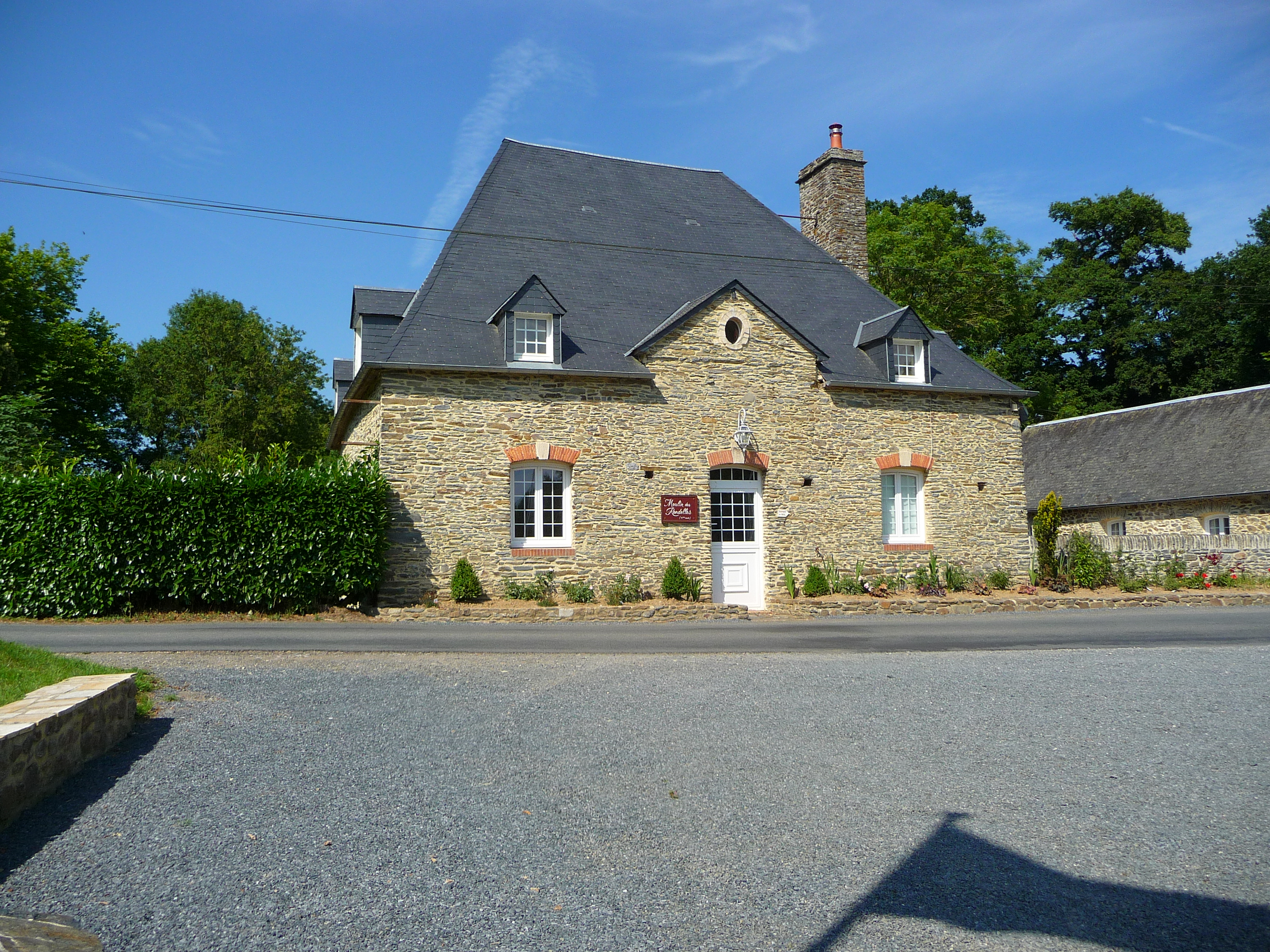
Le moulin des Rondelles.
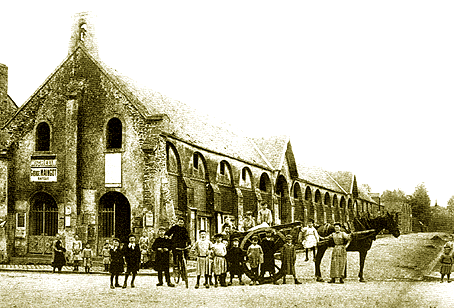
Les halles.

#### Autres monuments

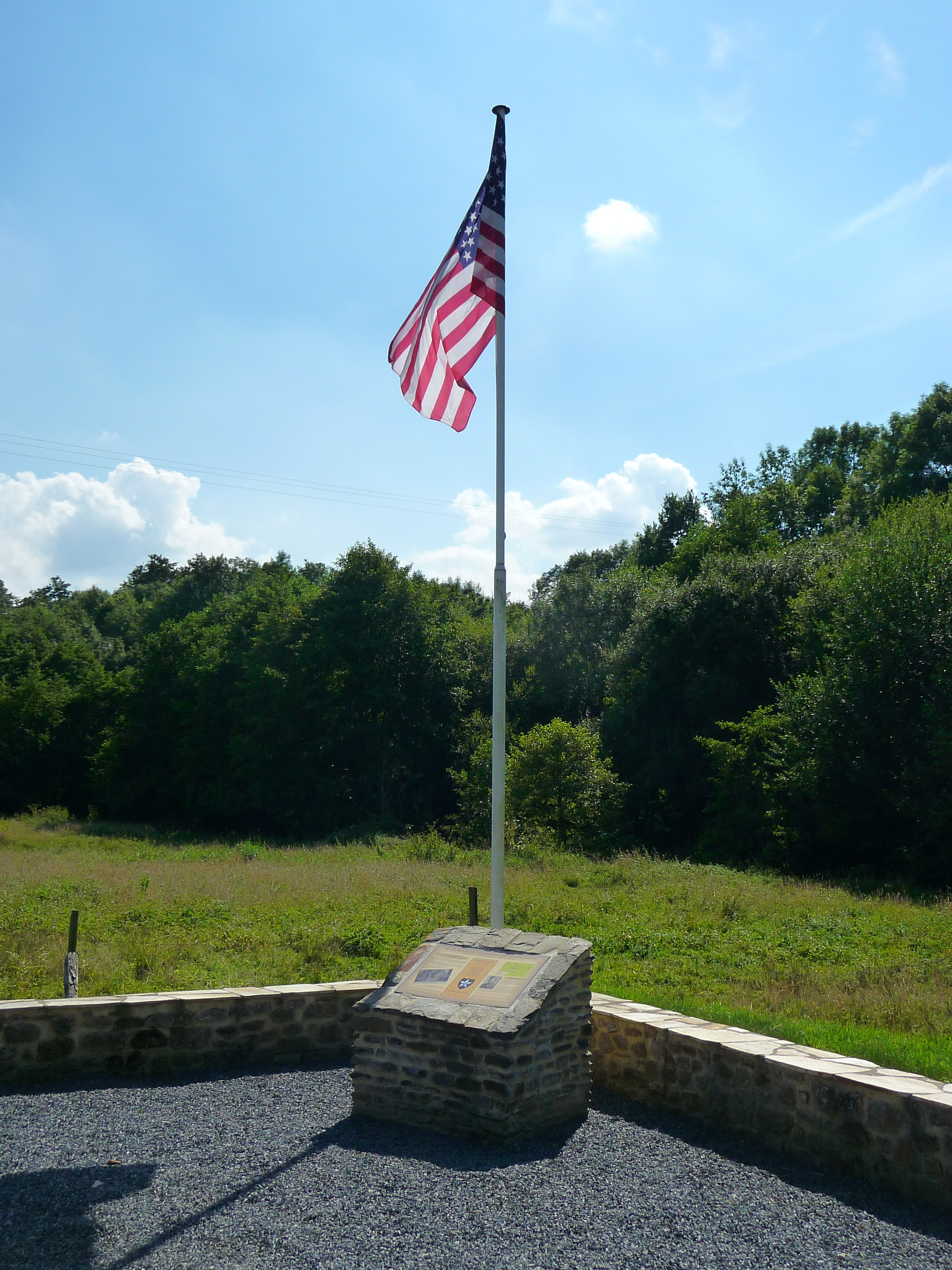
Stèle du Moulin des Rondelles.

- Stèle du moulin des Rondelles, commémorant les combats et la perte de dix soldats américains le 13 juin 1944[170].
- Tumulus.

#### Monuments disparus
- L'ancienne voie romaine reliant Coutance à Bayeux passait sur le territoire communal[171].
- Un ancien moulin à vent (en ruine)

#### Les souterrains de l'abbaye
Comme pour les châteaux, les abbayes étaient pourvues de tout un réseau de souterrains. Leur fonction première à Cerisy était le collectage des eaux pluviales et usées, c'est-à-dire un système d'égout. En fonction secondaire, ils servaient à se cacher, à s'enfuir, à tenir au frais certaines denrées, voire des revenus qui pouvaient ainsi échapper à la perception réglementaire des abbés commendataires.

### Lieux culturels
Toutes les trois semaines l'association Omnibus organise des séances de cinéma dans la salle des fêtes.
La commune dispose également d'une bibliothèque.

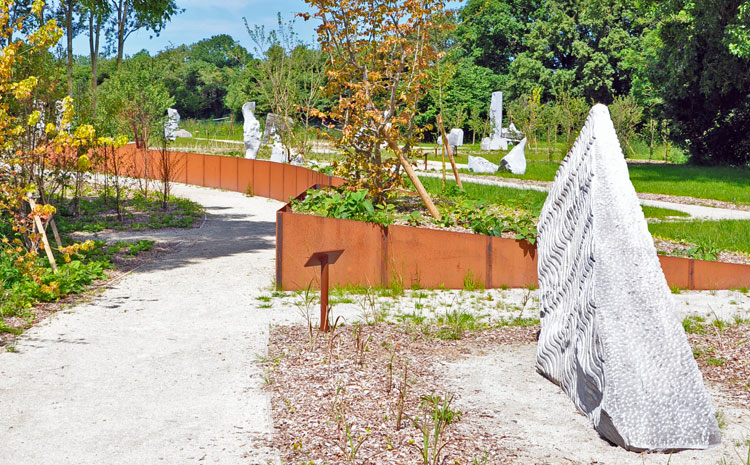
Parc des sculptures.

### Patrimoine naturel
La commune de Cerisy-la-Forêt comprend de nombreux espaces naturels protégés, notamment la forêt qui est classée réserve naturelle et Natura 2000. La forêt est aussi classée en ZNIEFF (zone naturelle d'intérêt écologique, faunistique et floristique), tout comme la vallée de l'Elle.

### Le Symposium des sculptures

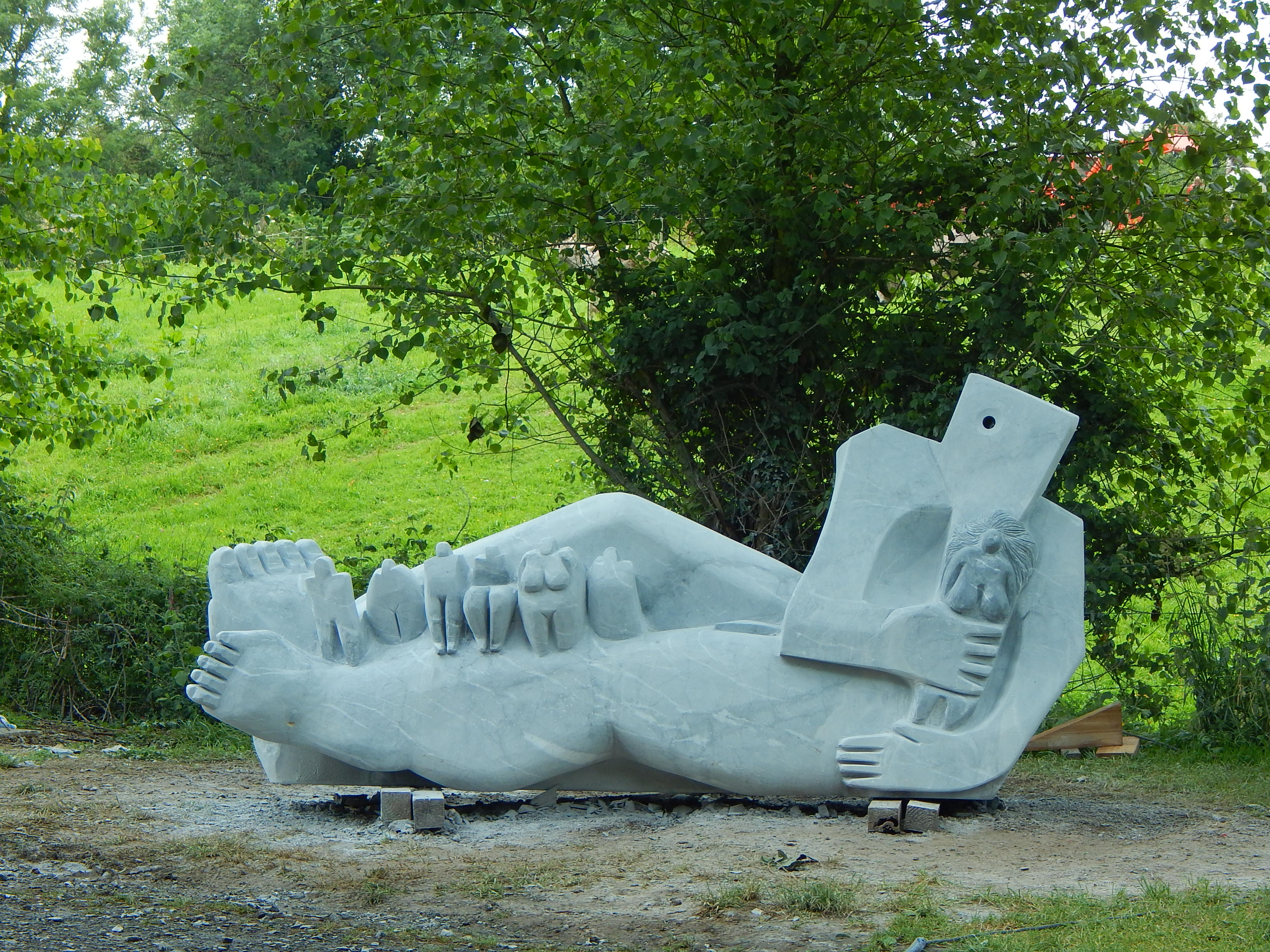
L'œuvre de la Hongroise Beata Rostas réalisée lors du Symposium de sculpture 2015.

Le symposium international de sculpture sur pierre est une manifestation artistique qui s'est tenue chaque année de 1999 à 2019 aux abords de l'église abbatiale.
Initiées par l'artiste-plasticien Xavier Gonzalez en 1999, ces rencontres internationales ont suscité vingt années durant l'intérêt du public, venu toujours plus nombreux. Des sculpteurs nationaux et internationaux y ont été invités. En 2008, à l'occasion de son dixième anniversaire, 35 sculpteurs s'y sont produits, réalisant des œuvres originales en granit, marbre et autres matériaux. Ce fut la rencontre la plus importante en Europe. Les sculptures produites sont reparties sur différents sentiers de randonnées de la communauté de communes ou auprès des sponsors des rencontres.

#### La forêt

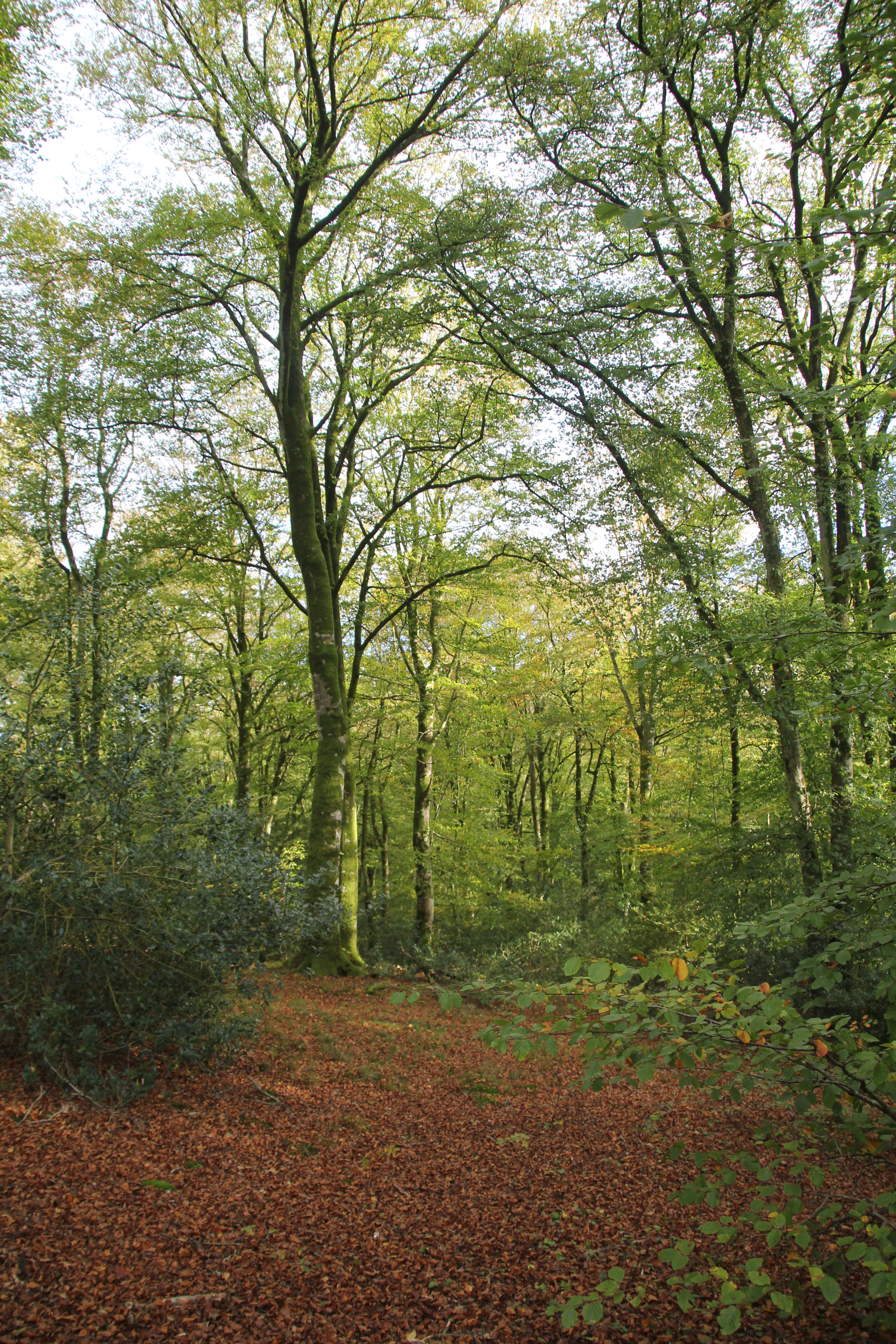
Forêt domaniale.

La hêtraie de Cerisy-la-Forêt est composée de 15 % de prairies semi-naturelles humides, constituées de marais et de prairies mésophiles améliorées, 73 % de forêts caducifoliées et 12 % d'eaux douces intérieures (eaux stagnantes, eaux courantes). On peut y apercevoir des cervidés tels que cerfs, chevreuils, mais également des sangliers, blaireaux, renards. Il est donc conseillé de faire très attention en promenade à ne pas perturber cette population mais aussi en voiture pour ne pas percuter un animal, les accidents n'étant pas rares.
Les oiseaux et autres rapaces sont divers et variés en forêt de Cerisy. Les amphibiens et les insectes sont aussi une richesse de cette forêt et notamment le carabe doré à reflet cuivré (Chrysocarabus auronitens ssp cupreonitens) qui est une sous-espèce endémique de la forêt,. La forêt de Cerisy est composée à 75 % de hêtre, 12 % de chêne et 3 % de pin sylvestre. On trouve aussi de nombreuses autres espèces d'arbres telles que le bouleau, le châtaignier, l'aulne glutineux… des arbustes : le houx, le fragon (protégé en forêt de Cerisy), le noisetier… et de nombreuses fleurs : l'euphorbe des bois, la digitale pourpre, l'anémone des bois…
La borne royale

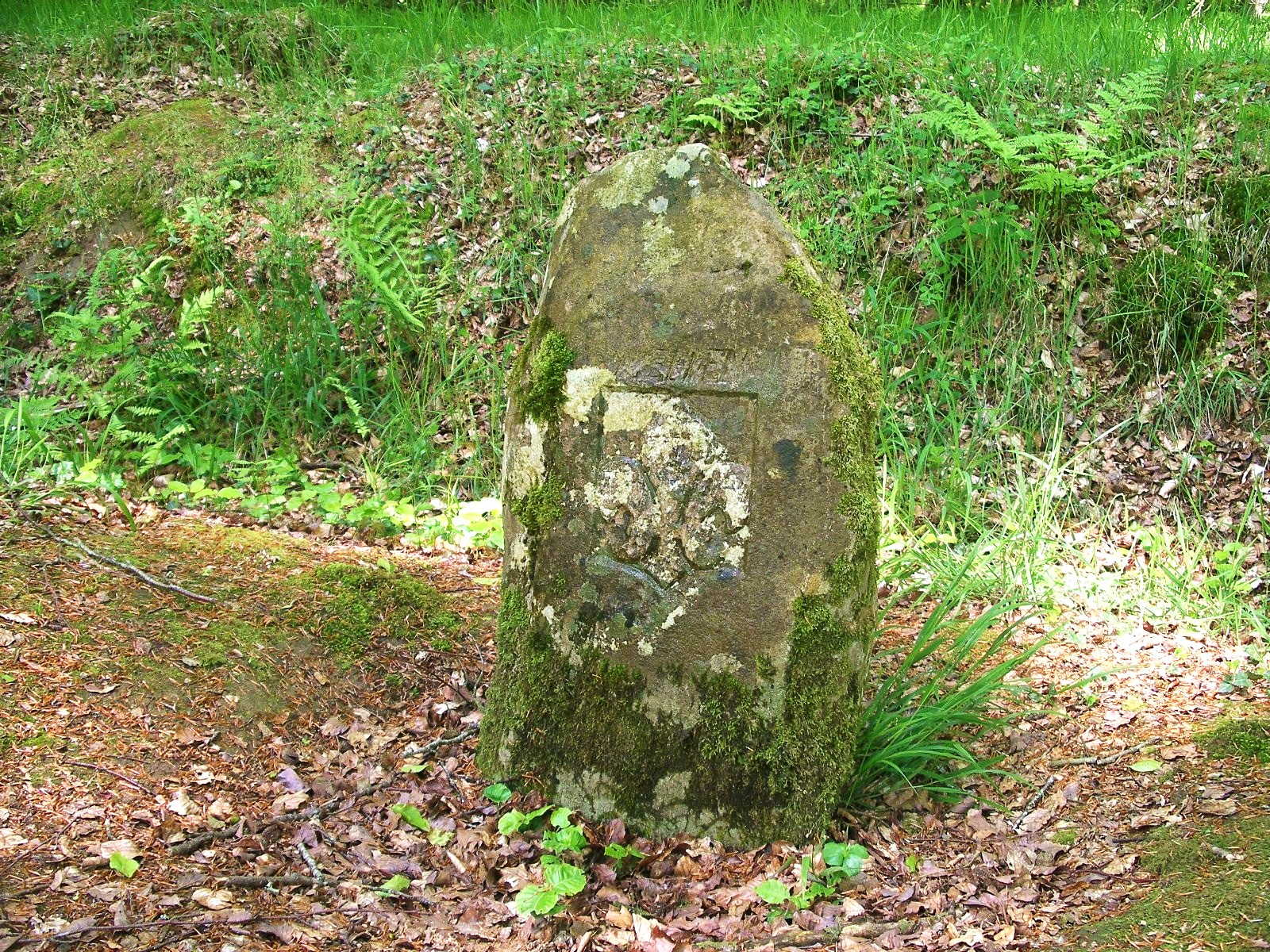
La borne royale.

On peut découvrir à Cerisy une borne royale du XVIIIe siècle gravée d'une fleur de Lys qui délimitait le domaine royal.

### Cerisy-la-Forêt et la littérature
Le Roman de Renart fut composé de 1174 à 1250 par plusieurs auteurs, dont notamment Richard de Lison, un clerc qui raconte de manière romancée des faits d'intérêt local ayant pour décor la paroisse du Molay :

« Renart se dirige vers le bois du Vernay mais lorsqu'il rencontre l'abbé Huon et sa meute, il retourne sur ses pas après avoir franchi deux fois la Siette et le Drôme. Il rencontre Tibert le chat étendu sur un rocher dans le bois du Molay, tous deux décident de prendre la direction du Vernay pour aller chercher fortune dans l'enclos de Guillaume Bacon, « loing del castel desos la ville ». Or voici que survient ledit Guillaume Bacon, seigneur du lieu, Renart prend un chemin de traverse, Tibert grimpe sur un chêne. Bientôt se joint aux chasseurs, le prêtre du Breuil-en-Bessin qui fait route vers Saint-Martin-de-Blagny. Tibert réussit à s'enfuir « tot le chemin de Blagnié ». À hauteur de Tournières, entre la Chênée (hameau de Cerisy-la-Forêt) et la lande de Bernesq, il rencontre Renart qui n'en croit pas ses yeux. Il lui annonce son intention de l'emmener avec lui à Saint-Martin à « Blaengnié » où il diront l’office… »

### Personnalités liées à la commune
- Aimé-Victor-François Guilbert (1812-1889), cardinal, né à Cerisy-la-Forêt.
- Henri David dit la Terreur (1761-1796), chef des chauffeurs du roi, né à Cerisy-la-Forêt[111].
- Germain Habert de Cérisy, abbé de Cerisy.
- Jean Grémillon (1901-1959), réalisateur et scénariste, a passé son enfance à Cerisy-la-Forêt.

#### La famille de Sallen
La maison de Sallen fut une famille de seigneurs, dont l'origine remonte à Thomas de Sallen, fondateur du château des Rochers à Cerisy-la-Forêt. Ils possédèrent les seigneuries de : seigneur de Monts-en-Bessin, de Silly, de la Haye-Piquenot, de la Saint Clérière, des Rochers, de Littry, de Bernières, Estry, la Quièze, Blagny et Baynes, près de Bayeux.
| Blason de la famille de Sallen | La famille de Sallen porte : d'azur, à la fasce d' argent, accompagnée de 3 annelets de même. |